# Рама (автомобиль)
[уточнить]

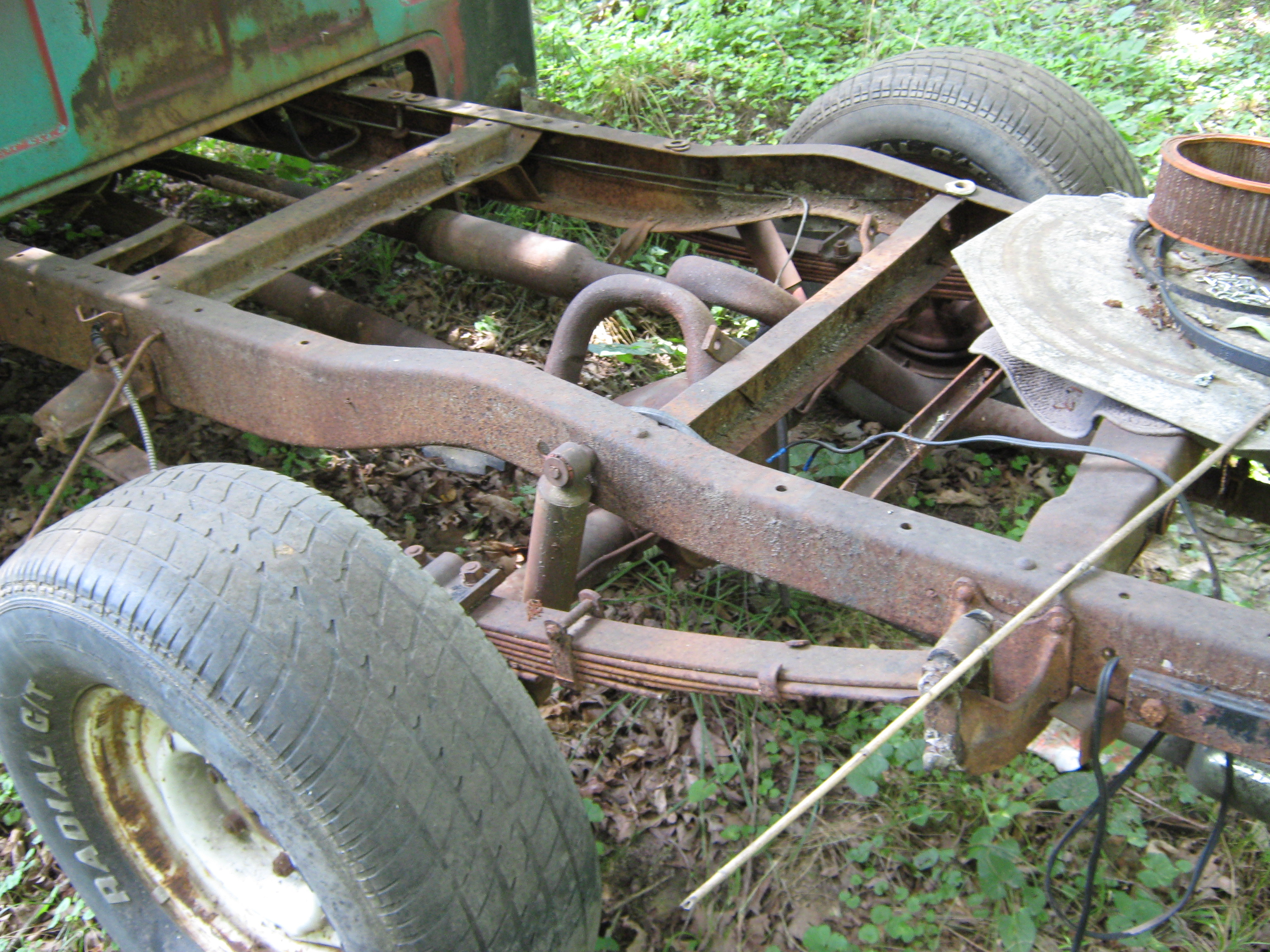
Рама пикапа Chevrolet 1956 года.

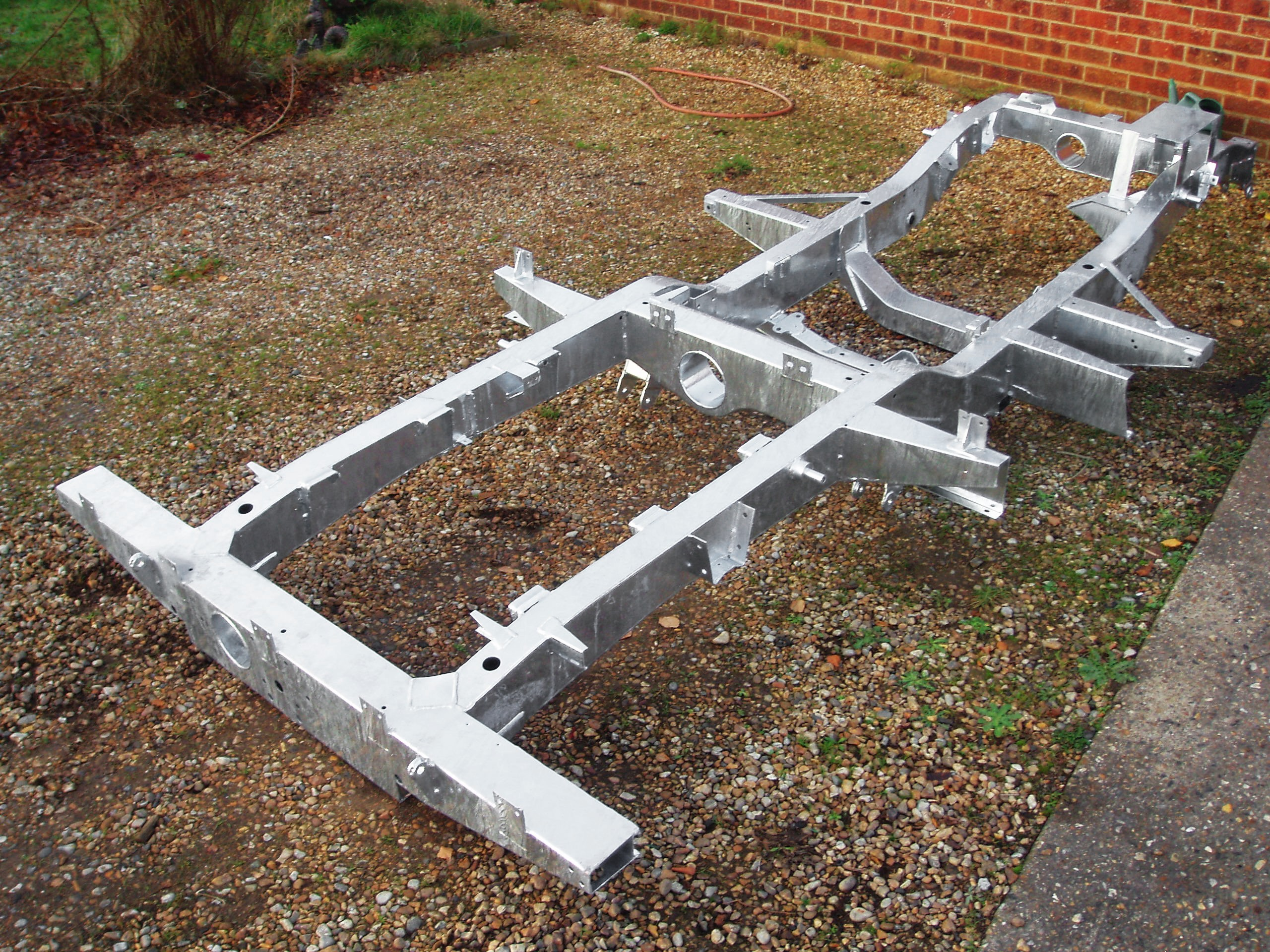
Рама автомобиля Land Rover Discovery 3. 2008 год.

Ра́ма, разъёмно-разделительная силовая схема — разновидность несущей системы автомобиля, основа для крепления кузова и агрегатов.
К раме, как правило, крепятся все основные агрегаты автомобиля — двигатель, трансмиссия, мосты, подвески, рулевое управление. Вместе они образуют шасси. Рамное шасси представляет собой законченную конструкцию, которая, как правило, может существовать и передвигаться отдельно от кузова. Кузов обычно крепится к раме при помощи кронштейнов на болтах с толстыми резиновыми прокладками, служащими для уменьшения уровня вибраций, воздействующих на водителя и пассажиров.
В настоящее время рамные шасси применяют главным образом на тракторах и грузовых автомобилях, но в прошлом многие легковые автомобили также имели рамное шасси. Также отдельную раму часто имеют «жёсткие» внедорожники.
В автомобилестроении различают следующие виды рам: лонжеронные, периферийные, хребтовые, вильчато-хребтовые, несущее основание, решётчатые (они же трубчатые, пространственные).
Установленный на раму кузов может быть полунесущим — отчасти воспринимающим приходящуюся на неё нагрузку, либо разгруженным — не воспринимающим никаких нагрузок, кроме нагрузки от перевозимого автомобилем груза. И в том, и в другом случае он может быть прикреплён к раме как жёстко, так и при помощи эластичных подушек. Таким образом, рама может образовывать несущую систему автомобиля как самостоятельно, так и вместе с кузовом — как жёстко соединённым с ней, так и установленным через эластичные подушки. На практике доля рамы в общей жёсткости рамного легкового автомобиля составляет обычно от 35 % (полунесущий кузов на облегчённой раме) до 70 % (практически полностью разгруженный кузов), а у грузовиков с опрокидываемой грузовой платформой и откидывающейся кабиной может составлять практически 100 %.
У автомобилей с несущим кузовом в строгом смысле этого слова рама отсутствует, так как её функции выполняет сам кузов (обшивка с местным усилением); тем не менее, наряду с этим у несущего кузова могут присутствовать подрамники в оконечностях, по сути представляющие собой укороченную раму и служащие для распределения сосредоточенных сил во избежание концентрации напряжений в тонкостенных элементах корпуса кузова. Автомобили с рамой, конструктивно объединённой с кузовом и неотделимой от него без нарушения структурной целостности, могут как относить к имеющим несущий кузов, так и считать разновидностью рамных (так называемая «рамно-объединённая силовая схема»), либо даже выделять в отдельный тип кузовов с интегрированной рамой.

## История

### В раннем автомобилестроении

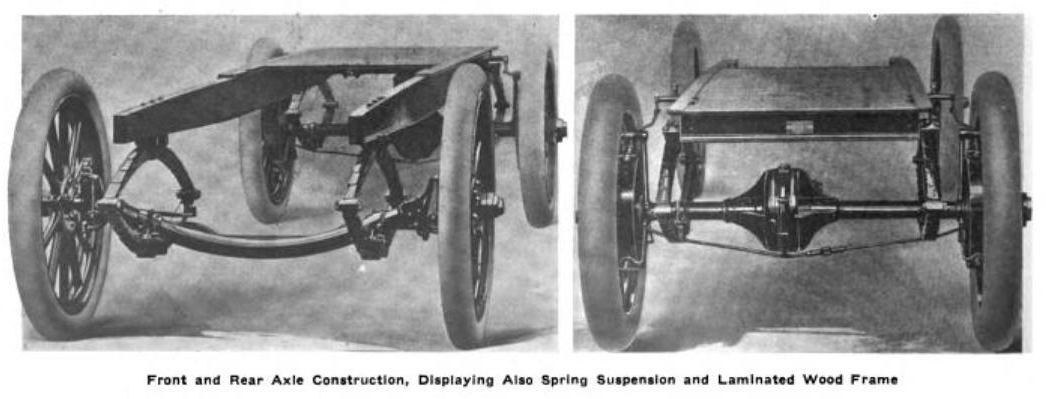
Рама автомобиля 1909 года — два лонжерона открытого профиля с фанерным настилом.

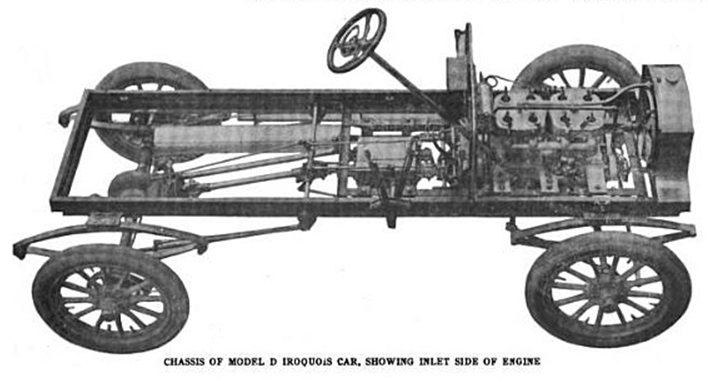
Рамное шасси автомобиля Iroquois Model D, 1905 год.

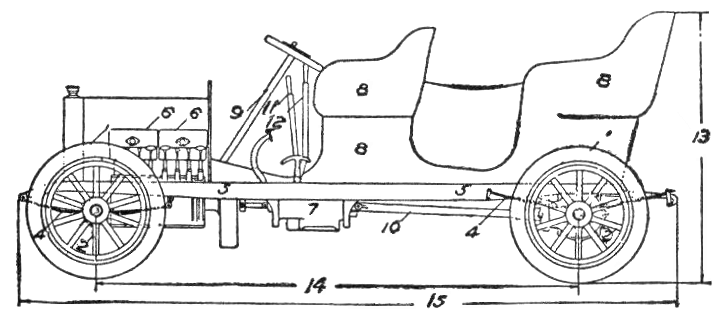
Типичный легковой автомобиль начала века. Кузов (8) в самом буквальном смысле установлен на раму (5), несущую все основные агрегаты.

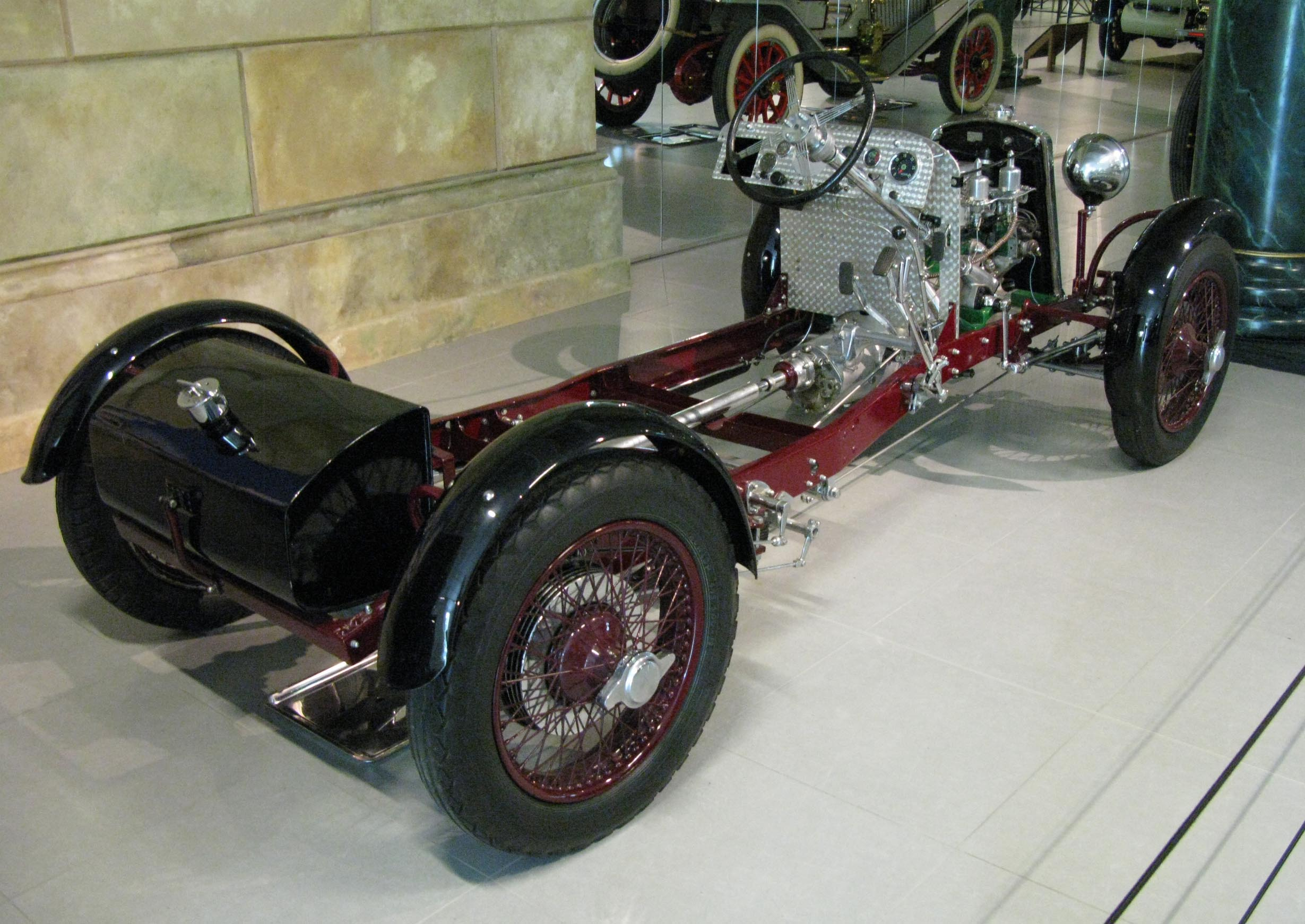
Типичное шасси автомобиля рубежа 1920-х — 30-х годов.

Рама (от нем. Rahmen — «основание», «станина»), или, по терминологии тех лет — «остов», стала применяться ещё на заре развития автомобильной техники. Идея такой конструкции несущей системы была позаимствована у железнодорожного транспорта — конные экипажи обходились деревянным каркасом кузова из-за существенно меньших нагрузок, то есть, по сути имели несущий кузов. Если самые первые автомобили, у которых силовой агрегат располагался внутри колёсной базы, ещё могли обходиться тем же самым деревянным каркасом, то появление и повсеместное распространение классической компоновки, при которой массивный двигатель был внесен далеко вперёд и при движении создавал весьма значительные нагрузки, сделало наличие проходящей вдоль всего кузова под полом пассажирского салона рамы настоятельной необходимостью.
Изначально рамы делали из твёрдого дерева, реже — круглых металлических труб. В первое десятилетие XX века получили повсеместное распространение рамы, состоящие из двух штампованных профилей П-образного (швеллер) или прямоугольного (короб) сечения — лонжеронов — и нескольких поперечин. Для обеспечения возможности поворота передних колёс раму выполняли суженной в передней части, а затем — для удешевления производства просто стали ставить прямые лонжероны под некоторым углом друг к другу, так что на виде сверху рама расширялась от передней части к задней. Также со временем на легковых автомобилях лонжеронам рамы встали придавать изгиб в вертикальной плоскости, так, что её средняя часть стала располагаться ниже оконечностей — это позволило ниже разместить пол салона и улучшить условия работы карданной передачи.
Эта конструкция рамы оказалась весьма рациональной, на грузовиках она до нашего времени изменилась лишь в деталях. В своём изначальном виде такая рама была очень податлива, давая весьма ощутимый перекос при проезде неровностей дороги — его в то время воспринимали как составную часть работы подвески, которая была достаточно жёсткой. Кузова тех лет, имевшие деревянный каркас, крепились к раме жёстко, без эластичных подушек, так что все деформации рамы передавались и кузову.
Естественно, закреплённый на такой слабой, податливой раме кузов было бесполезно делать жёстким — деформации рамы при движении автомобиля очень быстро привели бы к его разрушению. Податливость кузова, его способность деформироваться вместе с рамой в значительных пределах, считалась его неотъемлемым и даже желательным свойством. Многие производители напрямую старались специально придать кузову гибкость, поскольку бороться с его деформацией и сопровождающим её скрипом в местах соединения отдельных досок каркаса было делом практически безнадёжным. Например, способ изготовления кузова по патенту Уэйманна (Weymann), популярный в 1920-х годах на дорогих автомобилях, предполагал наличие между деревянными балками каркаса специальных пружинящих металлических вставок, которые устраняли контакт между отдельными деталями и в определённых пределах позволяли им смещаться друг относительно друга, устраняя две типичные проблемы кузовов тех лет — скрип и расшатывание сочленений каркаса. Снаружи такой кузов обшивался гибкой металлической сеткой, обтягивался поверх неё плотным коленкором с подбивкой из ваты и покрывался особым образом обработанной тканью (материал типа дерматина), которая в некоторых случаях могла окрашиваться, становясь на вид почти неотличима от металла.
С другой стороны — даже весьма податливый кузов с деревянным каркасом в значительной степени повышал жёсткость автомобиля в целом, будучи, таким образом, полунесущим при очень слабой раме, обычно имевшей вид двух швеллеров, соединённых двумя-тремя поперечинами открытого сечения.
В 1915 году Х. Хэйз (H. J. Hayes) предложил несущий кузов, выполняющий функции рамы, но реализована на практике эта идея была намного позже.

### В межвоенные годы

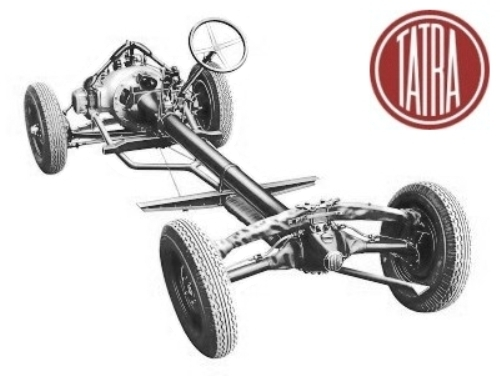
Хребтовая рама «Татры».

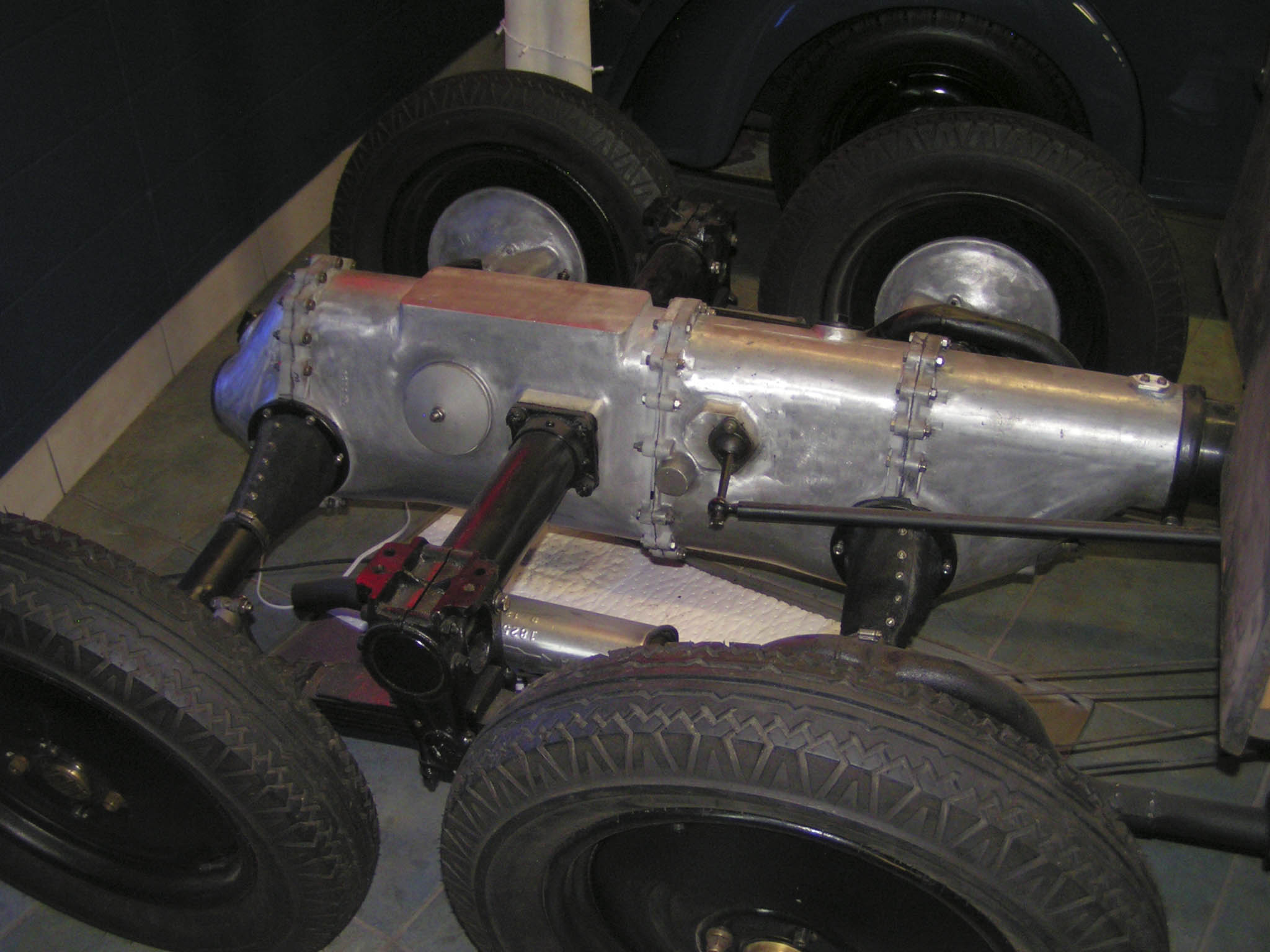
Задние мосты лёгкого грузовика Tatra T26-30 с редукторами, расположенными в общем картере. Агрегаты автомобиля с хребтовой рамой должны иметь весьма специфическую конструкцию и воспринимать нагрузки, обусловленные работой подвески.

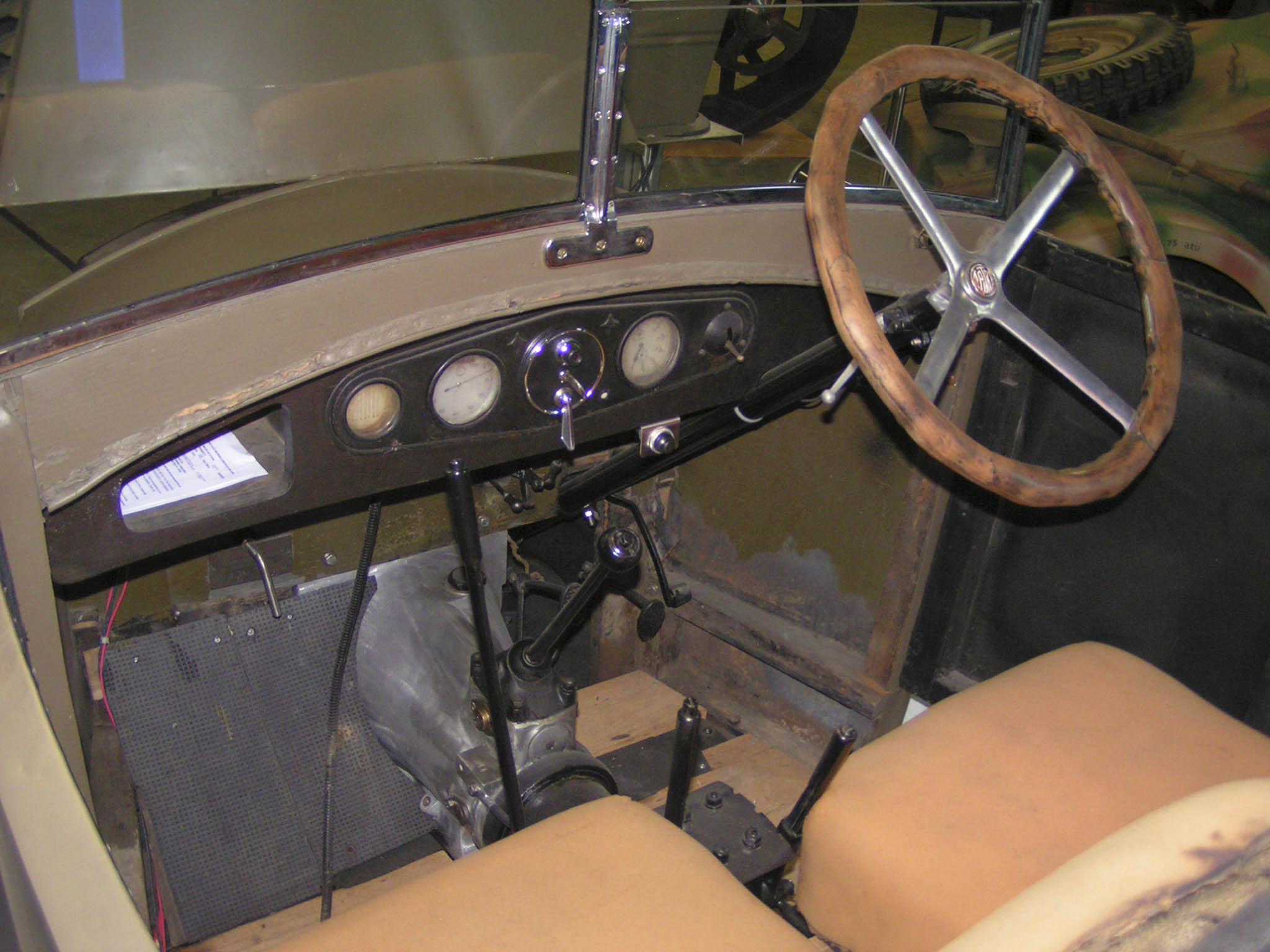
Tatra 12, вид со стороны салона. Видно низкое расположение пола относительно рамы, ставшее возможным благодаря замене двух проходящих под полом лонжеронов на центральную трансмиссионную трубу.

В двадцатые годы чехословацкая фирма «Татра» разработала хребтовую раму в виде центральной трубы достаточно большого диаметра, к фланцам на концах которой жёстко крепились силовой агрегат и картер заднего моста (разрезного с качающимися полуосями). Передача вращения осуществлялась при помощи заключённого внутрь трансмиссионной трубы вала без шарниров. Такая конструкция была применена «Татрой» на ряде легковых и грузовых моделей. Очень жёсткая на кручение, она позволяла значительно снизить деформацию кузова при движении автомобиля, тем самым повышая комфорт и увеличив долговечность автомобиля в целом, а также позволяя понизить уровень пола в салоне, чему более не мешали проходящие под ним лонжероны. Последнее было особенно ценно для малолитражных «Татр» с хребтовой рамой, которые имели умеренную по меркам своего времени высоту кузова, низкое расположение центра тяжести, и при этом — достаточно просторный салон. Шасси такого типа можно было очень легко удлинить, варьируя лишь длину трансмиссионной трубы и приводного вала — что было очень удобно для создания грузовых автомобилей различной грузоподъёмности и даже с различным числом ведущих мостов.
Однако широкого распространения за пределами чехословацкого автопрома хребтовая рама в чистом виде так и не получила ввиду характерных для неё существенных недостатков. В первую очередь, все агрегаты автомобиля с хребтовой рамой приходилось делать специальной конструкции, рассчитанными на фланцевое крепление к центральной трубе, причём их картеры должны были быть достаточно прочными, а следовательно — и утяжелёнными, так как они крепились к фланцам трансмиссионной трубы консольно и должны были воспринимать значительные нагрузки, возникающие при движении автомобиля, а также служили для крепления деталей подвески. Обслуживание и ремонт агрегатов трансмиссии, заключённых внутрь трансмиссионной трубы, были крайне затруднены. Жёсткое крепление силового агрегата к несущей системе автомобиля обуславливало высокий уровень шумов и вибраций в салоне.

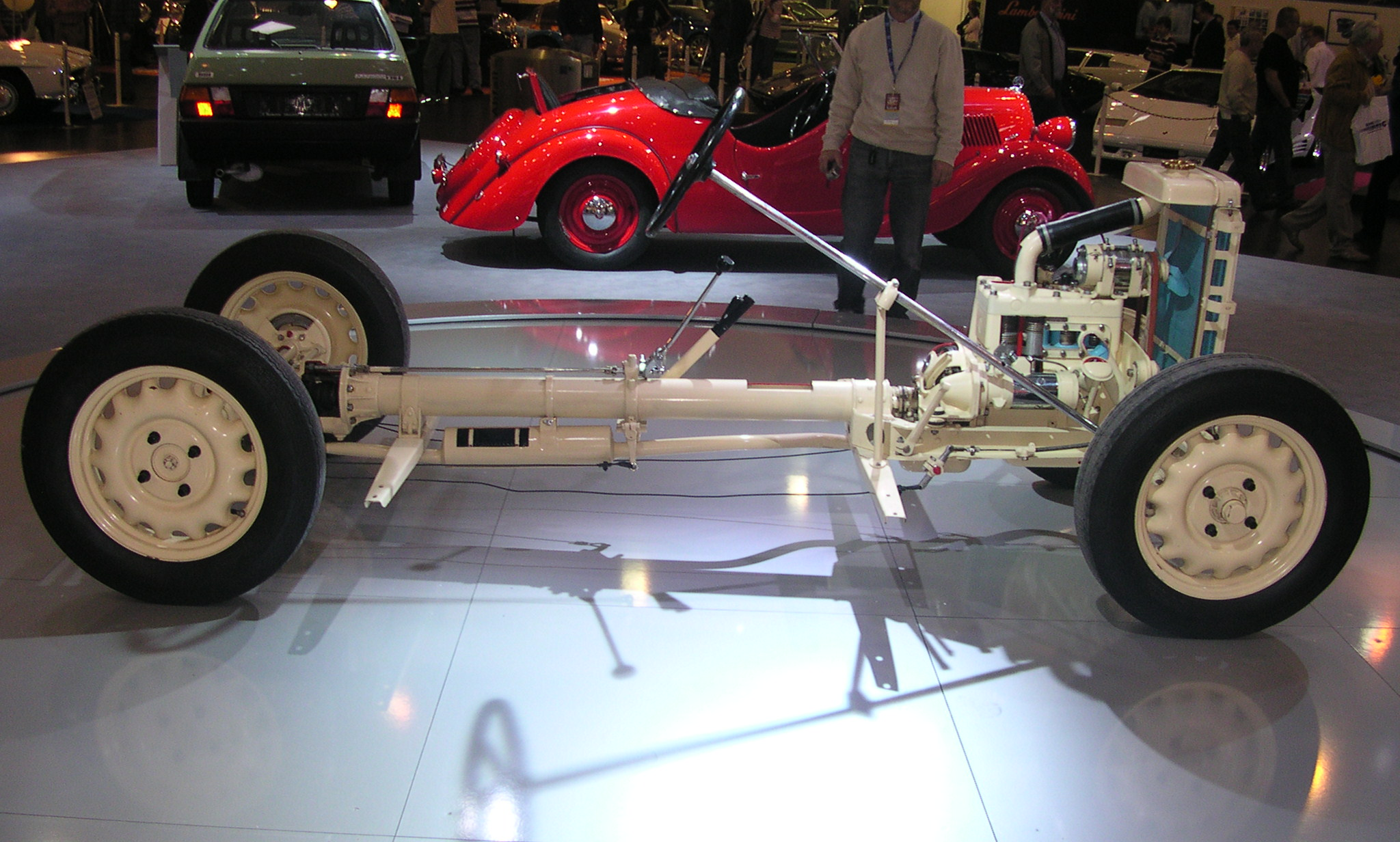
Вильчато-хребтовая рама автомобиля «Шкода 420». Задняя часть выполнена как у обычной хребтовой рамы, спереди же к трансмиссионной трубе присоединена вилка, на которой открыто установлен силовой агрегат. Обслуживание и ремонт последнего по сравнению с хребтовой рамой значительно упрощены, при этом все преимущества последней сохраняются.

Несколько большее распространение получила разработанная конкурентом «Татры» — фирмой «Шкода» — вильчато-хребтовая рама, в конструкции которой также использовалась центральная труба, но агрегаты в большинстве своём не заключались внутрь неё, а имели отдельные картеры обычного типа и крепились снаружи к самой трубе и установленным в её оконечностях вилкам, представляющим собой в сущности элементы обычной лонжеронной рамы. Непосредственно внутри трансмиссионной трубы располагались лишь вал привода заднего моста и главная пара. Отдельные картеры двигателя и коробки передач резко упростили обслуживание и ремонт автомобиля, позволили применить мягкую подвеску силового агрегата, снизившую уровень вибрации в салоне. Этот тип конструкции несущей системы стал достаточно популярен у чехословацких и германских инженеров. Например, довоенные модели фирмы Mercedes-Benz с задним расположением силового агрегата (W23, W28) имели вильчато-хребтовую раму в виде круглой центральной трубы, к которой сзади крепилась вилка, несущая выполненный в виде единого блока силовой агрегат. Сама «Татра» использовала вильчато-хребтовую раму с центральной трубой прямоугольного сечения на своих довоенных моделях с заднемоторной компоновкой, причём внутри трубы располагался лишь привод переключения передач — все остальные агрегаты были выполнены в отдельных картерах.

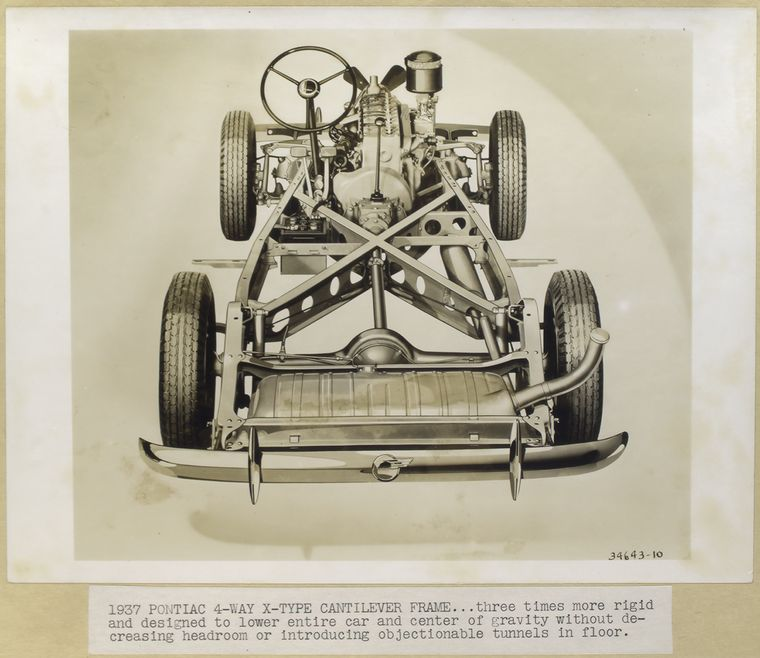
Лонжеронная рама с Х-образной поперечиной. Pontiac, 1937 год.

К 1922 году относится появление модели Lancia Lambda, имевшей, видимо, первый в массовом производстве каркасно-панельный несущий кузов, причём его разработчики были вдохновлены конструкцией лодочных корпусов. У него наружные панели обшивки были прикреплены к пространственному каркасу из металлических профилей и воспринимали нагрузки вместе с ним, хотя и в незначительной степени.

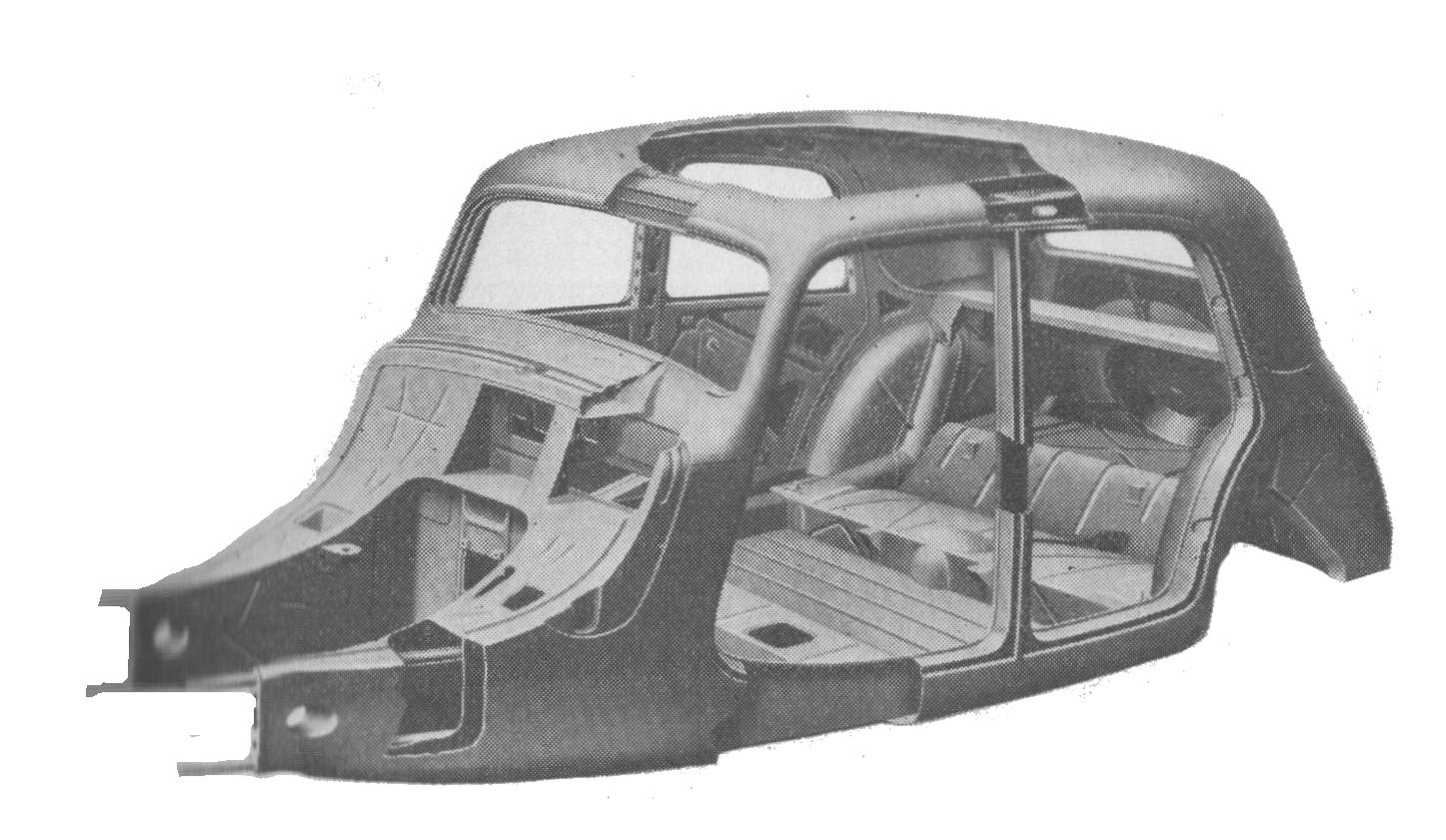
Несущий кузов автомобиля «Ситроен-ТА».

Практически одновременно на фирме «Обёрн» (Auburn) в США была создана лонжеронная рама с Х-образной поперечиной, объединявшая высокую крутильную жёсткость (например, у Rolls-Royce Silver Cloud жёсткость одной только рамы данного типа на кручение достигала 3600 Н·м на градус) и относительную лёгкость — очень быстро она стала стандартом де-факто для легковых автомобилей. Кузова к этому времени становятся цельнометаллическими, более жёсткими, чем имеющие деревянный каркас, однако жёсткость рамы благодаря введению Х-образной поперечины выросла в намного большей степени, поэтому соотношение их функций изменяется — если кузов с деревянным каркасом, установленный на сравнительно слабую раму, в значительной степени её усиливал, то теперь именно рама воспринимает основную часть возникающих при движении автомобиля нагрузок, кузов же становится практически полностью разгруженным, воспринимая главным образом лишь вес находящихся внутри него пассажиров и грузов, а также обеспечивая необходимую в эксплуатации служебную прочность. Это позволило до предела его облегчить, снизив общую массу автомобиля, особенно с учётом замены дерева каркаса на металлически профили, обеспечивающие большую прочность при той же маcсе. Появление достаточно прочной и жёсткой рамы позволило применить и более мягкую подвеску, чем также повысить комфортабельность, особенно если спереди она была независимой.
Кузов начинают крепить к раме при помощи эластичных подушек, что позволило повысить комфортабельность благодаря лучшему гашению толчков и вибрации, правда ценой большой общей массы автомобиля (одним из пионеров их внедрения была фирма Chrysler, также первой применившая плавающую подвеску двигателя на резиновых подушках). 

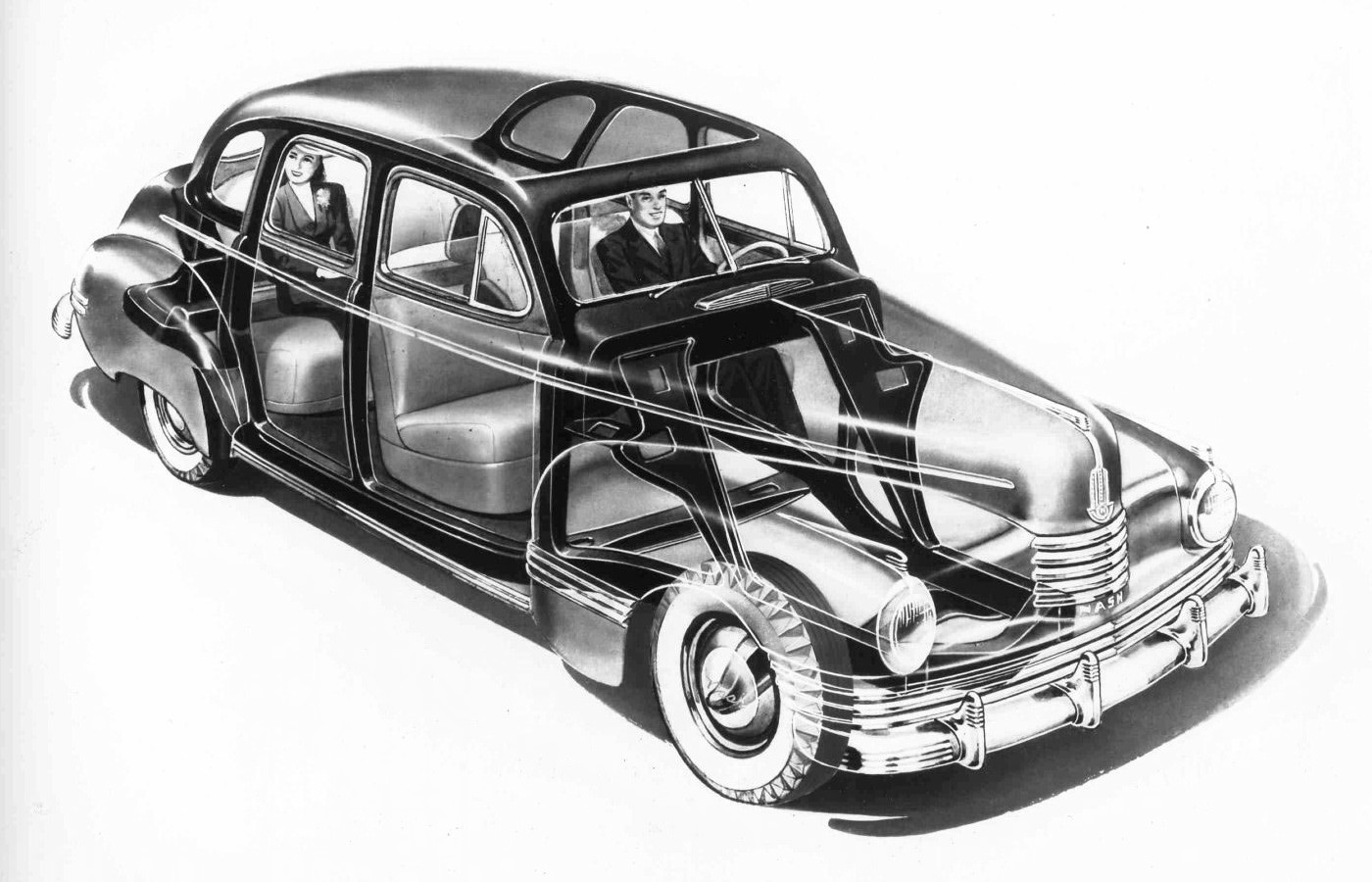
Несущий кузов скелетного типа автомобиля Nash 1942 года. Показанные на рисунке в виде решётчатого каркаса усилители на самом деле часто были образованы выштамповками на самих его панелях, в сборе образующими замкнутый профиль, либо представляли собой накладные П-образные профили.

В то же время, другие производители приняли противоположное конструктивное решение — вместо эластичного крепления сравнительно слабого кузова к мощной раме они на своих автомобилях применили сравнительно слабую раму, болтами, заклёпками или точечной сваркой жёстко соединённую с цельнометаллическим кузовом во множестве точек (несколько десятков). Рама в этом случае, хотя и была физически отделена от кузова, но сама по себе не имела достаточной жёсткости для восприятия возникающих при движении автомобиля нагрузок, делая это лишь в сборе с кузовом, который, таким образом, являлся полунесущим, за счёт чего достигалось облегчение автомобиля в целом. Такая рама служила главным образом для упрощения сборки автомобиля на заводе: шасси с агрегатами и кузов собирались на разных производственных участках, а на завершающем этапе обе ветви конвейера сливались в одну, и на раму опускался готовый кузов. Примерами такой конструкции являются довоенные Ford Anglia и Ford Prefect или КИМ-10.
Между тем, переход к металлу вместо дерева в качестве материала каркаса кузовов создал предпосылки для широкого распространения кузовов безрамной конструкции, которые имели преимущество меньшей массы и при этом ещё большей жёсткости, поэтому в тридцатые годы в Европе всё больше производителей легковых автомобилей отказываются от отдельной рамы, применяя на своих конструкциях самонесущие кузова.
Одним из первых среди них был Citroën Traction Avant 1934 года, кузов которого представлял собой сваренный из крупногабаритных штампованных стальных панелей монокок с незначительным локальным усилением, конструктивно немного напоминающий самолётный фюзеляж с выдающейся вперёд моторамой. Образованные имеющими сложную пространственную форму панелями такого кузова замкнутые полости играли роль усилителей и обеспечивали его жёсткость. Между тем, в те годы такая конструкция не получила широкого распространения, поскольку культура проектирования и производства большинства автомобилестроительных фирм ещё не были готова к переходу на подобные технологии, да и у потребителей традиционная рама вызывала больше доверия.
В частности, большой проблемой оставалась технология штамповки крупногабаритных панелей несущего кузова, играющих роль его силовых элементов и ввиду этого выполненных из сравнительно толстого стального листа — для этого требовались очень мощные и дорогие штамповочные прессы, в некоторых случая применяется горячая штамповка.

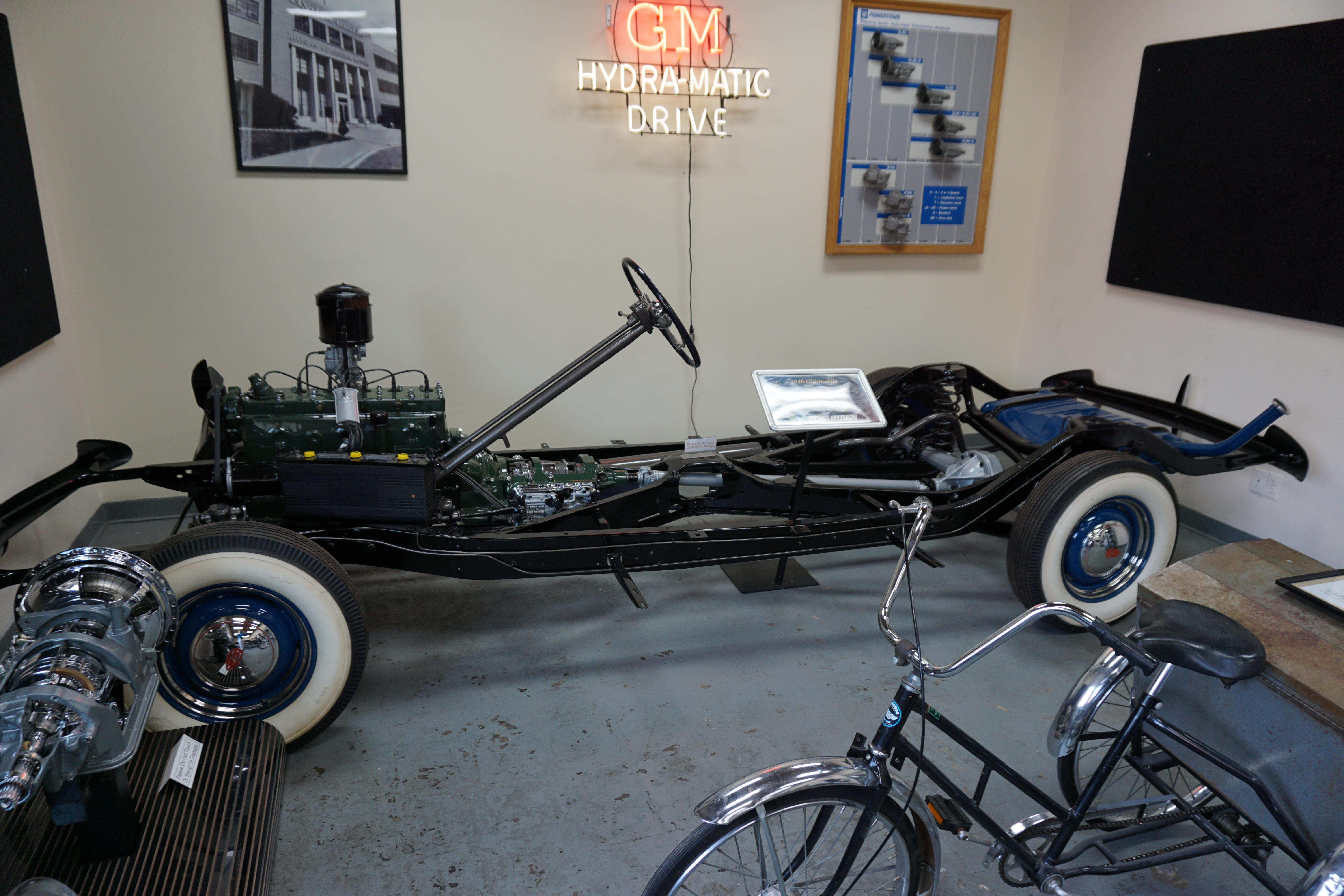
Лонжеронная рама с развитой Х-образной поперечиной. Oldsmobile, 1940 год.

Большинство автомобилей тех лет сохраняли лонжеронную раму с Х-образной поперечиной, которая обеспечивала приемлемые для тогдашних сравнительно невысоких скоростей движения жёсткость и управляемость, а также высокую технологичность производства и ремонта. Кузов такого автомобиля был разъёмным с рамой и очень напоминал прежний деревянный, в котором деревянные балки каркаса были заменены на аналогичные по форме стальные штамповки — внешние его панели всё ещё практически не участвовали в восприятии нагрузок, будучи «мёртвым грузом», что обуславливало большую массу.

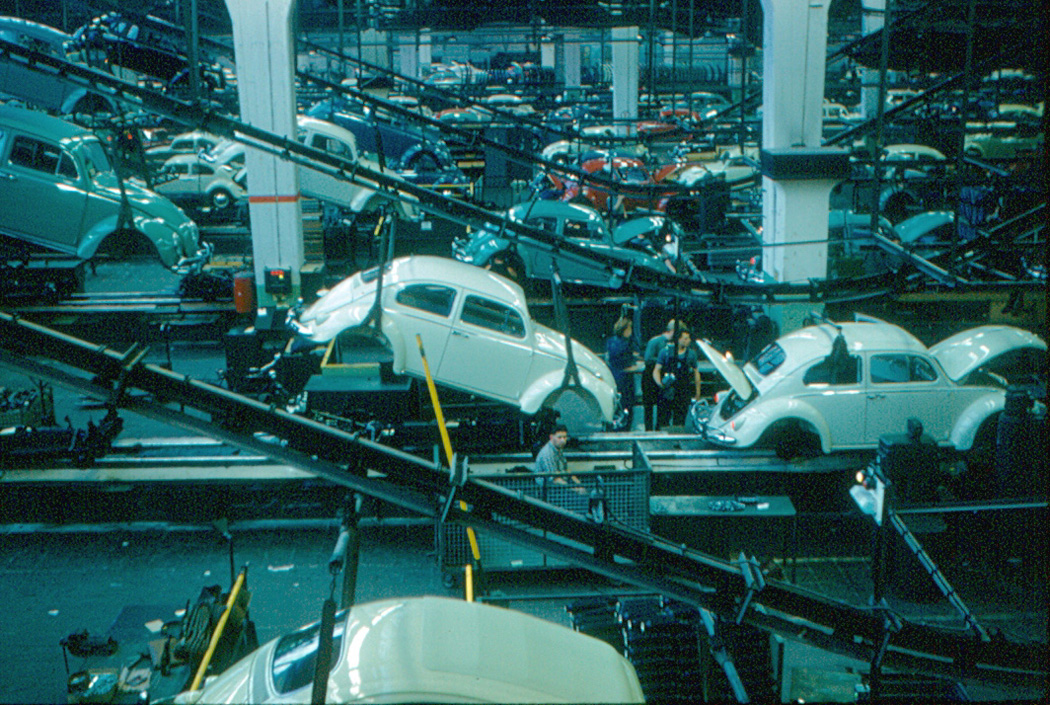
Сборка рамного автомобиля: подсобранный на отдельном конвейере кузов опускается на готовое рамное шасси.

В 1936 году итальянское кузовное ателье Carrozzeria Touring запатентовало разработанный Felice Bianchi Anderloni на основе вышеупомянутого патента Уэйманна новый способ создания автомобильного кузова, который получил название Superleggera — «суперлёгкий» по-итальянски. Кузов типа «суперлегге́ра» состоял из очень лёгкого, ажурного каркаса из стальных трубок и наложенных на него тонких панелей из авиационного алюминия или дуралюмина, причём они не крепились жёстко к трубкам каркаса, а лишь фиксировались на нём в нескольких точках — оконных и дверных проёмах, вырезах, отверстиях — в значительной степени сохраняя самостоятельную подвижность. Так как тонкий каркас не был способен воспринимать вес агрегатов и усилия, возникающие при движении автомобиля, кузова «суперлеггера» сохраняли раму обычного для того времени типа, так что их не следует путать с несущими кузовами или пространственной рамой (некоторые поздние варианты имели стальное несущее основание, включавшее в себя нижний и средний силовые пояса, а по технологии Superleggera выполнялся лишь каркас верхней части кузова, включая крышу — например, кузов Aston Martin DB4). Тем не менее, это был важный шаг вперёд — не только благодаря резкому облегчению по сравнению с использовавшейся до этого конструкцией с деревянным каркасом, но и благодаря тому, что таким кузовам могла быть придана очень сложная форма, ограниченная практически лишь фантазией кузовщиков. Несомненно, именно этот способ, позволявший в полукустарных условиях небольших кузовных ателье быстро и со сравнительно небольшими вложениями получать кузова сложной архитектуры, сыграл огромную роль в становлении итальянского автомобильного дизайна.
Германская фирма Adler на модели 2,5 Liter (1937) применила так называемое несущее основание — раму с охватывающими пассажирский салон лонжеронами, объединённую с полом кузова. Такая конструкция позволила соединить технологичность рамного автомобиля с рациональным использованием пространства и малой массой несущего кузова. Похожая конструкция была впоследствии применена и на знаменитом KdF (будущий Volkswagen Kafer).
В последние предвоенные годы в Европе стали получать всё большее распространение массовые модели с несущими кузовами, но это были не «монококи», а своего рода переходный тип от рамного кузова к несущему, в оконечностях всё ещё сохраняющий элементы рамы — так называемые подрамники, крепящиеся к кузову на болтах. В большинстве случаев это были так называемые несущие кузова скелетного типа, у которых каркас максимально облегчён и представляет собой накладные П-образные усилители, приваренные к наружным и внутренним панелям и воспринимающие нагрузки наравне с ними. Многие детали оперения крепились к нему на болтах, практически не принимая участия в восприятии нагрузок.

### После Второй мировой войны
После Второй мировой войны в Европе новые легковые модели строят преимущественно с несущими кузовами, в Америке же большинство производителей сохраняют приверженность отдельным рамам, во многом — из-за существовавшей в то время в США традиции ежегодного обновления дизайна: при рестайлинге менялись наружные панели кузова, проектирование которого существенно ускорялось и упрощалось в связи с тем, что он не нёс какой либо существенной нагрузки — но сама несущая рама могла оставаться практически без изменений многие годы. Американская фирма Nash, напротив, перешла на несущие кузова, но это её во многом и сгубило: «Нэш» не поспевал за заданными лидерами рынка форсированными темпами визуального обновления модельного ряда, так как в случае несущего кузова любое существенное изменение внешнего дизайна означало необходимость заново проводить расчёты несущей структуры кузова и последующие длительные испытания с целью обеспечения необходимых надёжности и долговечности.
Послевоенные рамные автомобили были по конструкции в целом подобны довоенным — в большинстве случаев на них использовались лонжеронные рамы с мощной Х-образной центральной поперечиной — за исключением изменений, необходимых для установки независимой передней подвески, которая стала фактически стандартом на послевоенных легковых автомобилях, и некоторого снижения высоты лонжеронов относительно земли для облегчения входа и выхода из машины. Так как высота массовых автомобилей всё ещё оставалась достаточно большой, обусловленные использованием такой рамы компоновочные недостатки оставались малозаметными, и по своим потребительским качествам рамные машины были сравнимы с имеющими несущий кузов, хотя и имели несколько большую массу.
В отношении европейского типа безрамного автомобиля тех лет характерной может считаться конструкция несущих элементов кузовов отечественных моделей «Победа» М-20 и «Волга» ГАЗ-21: хотя их кузова в целом и были несущими, в передней оконечности у них имелся полноценный лонжеронный подрамник (полурама) в виде двух имеющих коробчатый профиль лонжеронов, соединённых балкой подвески и несколькими поперечинами. Этот подрамник был выполнен конструктивно отъёмным и по сути представлял собой короткую, доходящую примерно до середины автомобиля, раму (причём именно так он и именовался в заводской документации). Такая конструкция диктовала высокое расположение пола в передней части салона, непосредственно над подрамником, таким образом, преимущества, даваемые несущим кузовом, использовались не в полной мере. В задней части их кузовов несущие элементы с технологической точки зрения уже представляли собой накладные П-образные усилители, приваренные к полу салона и багажного отделения и соединяющиеся с коробчатыми порогами кузова, хотя по конфигурации они всё ещё по сути повторяли заднюю часть обычной лонжеронной рамы, из-за чего и имели название задних лонжеронов. Это позволило низко расположить панель пола в районе ног задних пассажиров, за счёт чего удалось обеспечить удобную посадку на заднем сидении при меньших общих габаритах автомобиля — хотя по длине и колёсной базе «Волга» ощутимо уступала современным ей американским рамным автомобилям «лёгкого класса» типа «Форда» или «Шевроле» (2700 мм против ок. 2900), комфорт и простор на заднем сидении был практически аналогичны, что было достигнуто именно за счёт использования несущего кузова. В целом, конфигурация несущих элементов кузовов этих автомобилей весьма напоминала приваренную к днищу периферийную раму с широко разнесёнными в средней части лонжеронами. Тем не менее, основные нагрузки воспринимались именно кузовом, в первую очередь — его коробчатыми порогами, роль же переднего подрамника в обеспечении общей прочности и жёсткости кузова была весьма незначительна и в основном сводилась к распределению нагрузки с целью устранения концентрации напряжений в его тонкостенных элементах.
У автомобиля Borgward Hansa 2400 (1952—1958) и его версии с удлинённой колёсной базой Borgward Pullman конструкция несущего кузова сделала ещё один шаг вперёд: передние лонжероны у них отсутствовали, вместо чего силовыми элементами передка кузова были усиленные накладными усилителями брызговики моторного отсека, причём эти силовые элементы были высоко подняты и располагались внутри передних крыльев, над колёсными арками, а в районе моторного щита соединялись непосредственно с коробами порогов. Отсутствие лонжеронного подрамника (полурамы) в передней части автомобиля позволило очень низко расположить панель пола в районе ног водителя и переднего пассажира, высвободив дополнительное полезное пространство для пассажирского салона и понизив центр тяжести. Подрамник, на котором были смонтированы силовой агрегат и передняя подвеска, крепился к брызговикам крыльев снизу в четырёх точках через толстые резиновые опоры и не являлся силовым элементом кузова. Впоследствии похожая конфигурация силовых элементов передка кузова была применена на «Оке» ВАЗ-1111, а подобная конструкция подрамника в настоящее время распространена повсеместно.

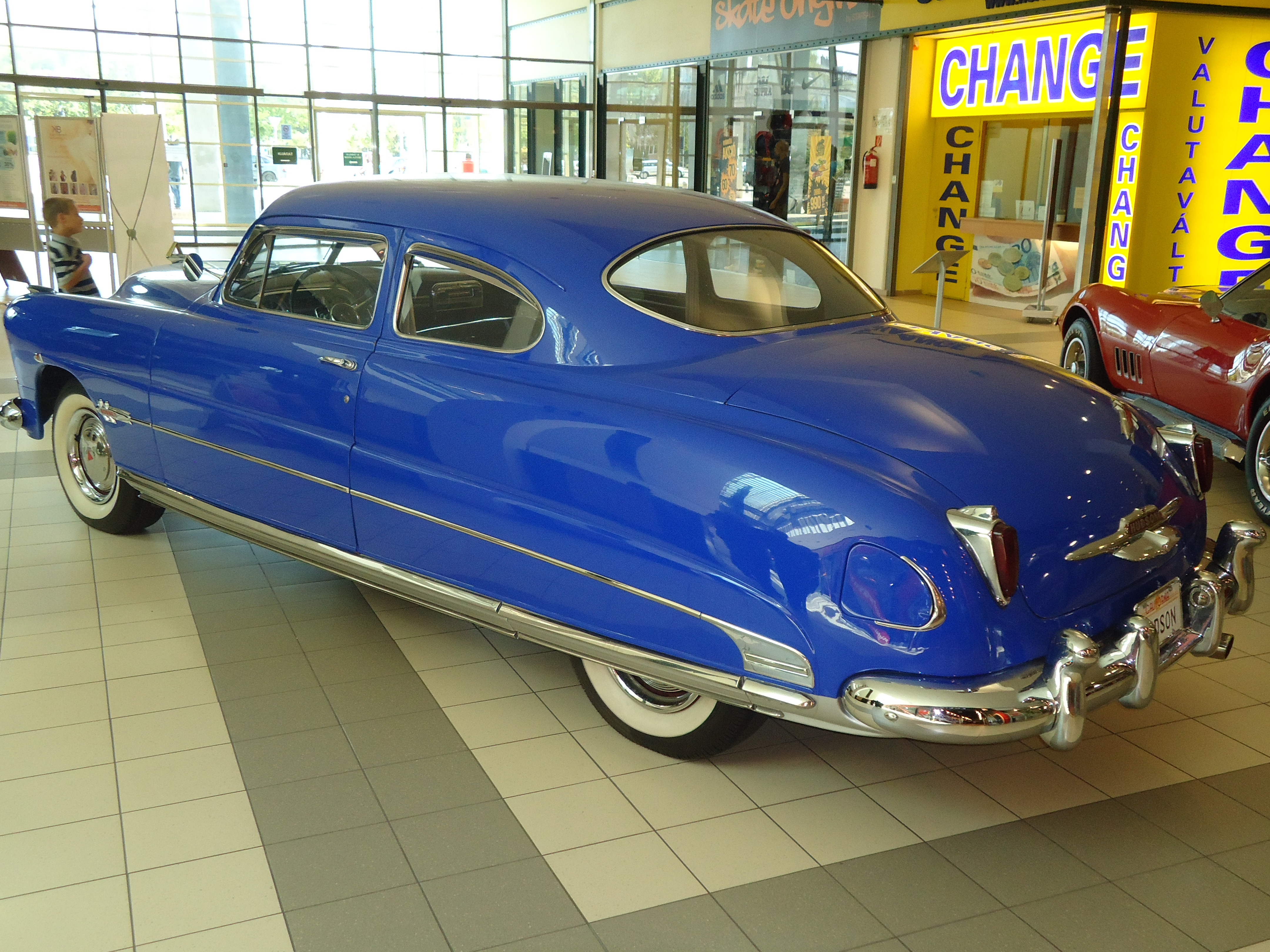
Несущий кузов «Хадсонов» был опоясан коробчатым порогом, берущим на себя значительную часть возникающих при езде нагрузок.

К 1948 модельному году американская фирма Hudson Motor Car Company на линейке моделей Step-Down («Шаг вниз») применила оригинальной конструкции несущий кузов, имевший коммерческое обозначение Monobilt, у которого средняя и задняя части, включая арки задних колёс, были опоясаны сплошным коробчатым порогом, воспринимающим нагрузку наравне с лонжеронными подрамниками в оконечностях. Это позволило существенно уменьшить сечение последних и очень низко расположить пол пассажирского отделения. При посадке в такую машину человек переносил свою ногу через высокий порог, сначала поднимая её на его уровень, а затем — вновь опуская на десяток сантиметров, до уровня низкого пола (именно отсюда — «шаг вниз»); для тех лет это было очень необычно, так как у автомобилей с отдельной лонжеронной рамой или несущими кузовами обычной конструкции пол пассажирского салона располагался непосредственно над лонжеронами, на одном уровне с порогом. У Hudson на таком уровне располагались лишь поперечины силового набора кузова, расположенные под сидениями и не мешающие размещению пассажиров в салоне. Для производства кузовов новых Hudson использовались огромные штамповочные прессы небывалой для того времени мощности.
Более низкое расположение пола пассажирского отделения позволило на тот же десяток сантиметров опустить сиденья и крышу: автомобиль получился очень приземистым для тех лет, визуально более динамичным и обтекаемым, а расположение пассажиров — более рациональным. В такой кузов уже не входили, как в карету или автобус, а садились. При езде по неровной дороге пассажиров меньше укачивало, а крены в поворотах уменьшились, так как центр тяжести автомобиля была расположен ниже. По управляемости Hudson не имел себе равных среди американских полноразмерных автомобилей до середины пятидесятых годов. Наконец, расположенные по бокам от салона мощные пороги хорошо защищали водителя и пассажиров при боковом столкновении.
В течение первых нескольких лет своего выпуска Hudson с несущим кузовом были коммерчески вполне успешными автомобилями. Однако со временем конкурентами были представлены модели с усовершенствованной конфигурацией отъёмной рамы — вместо швеллеров с локальным усилением лонжероны стали делать в виде закрытых профилей, что позволило существенно уменьшить их сечение. Такие рамные кузова приближались по эксплуатационным качествам к несущим своего времени, но, в отличие от них, давали возможность без серьёзных вложений варьировать дизайн автомобиля каждый год, в то время, как любое серьёзное видоизменение уникального несущего кузова Hudson затрагивало всю его несущую систему и требовало по сути полного перепроектирования, что в эпоху до появления компьютеров и САПР было весьма непростой задачей. В результате уже во второй половине пятидесятых годов фирма Hudson сошла со сцены, не сумев выдержать заданных конкурентами темпов обновления модельного ряда. Кроме того, кузова Hudson оказались более уязвимы для коррозии из-за наличия большого количества скрытых полостей, эффективная антикоррозийная обработка которых в то время была практически невозможна — причём сквозная коррозия порогов такого кузова была опасна с точки зрения его деформации, в то время, как для рамного автомобиля опасность представляли лишь коррозионные повреждения работающей в намного более благоприятных с этой точки зрения условиях рамы.
В Европе же, где столь жёсткие требования к оперативности обновления дизайна отсутствовали, несущие кузова получили в эти годы преимущественное распространение. Для обеспечения необходимой долговечности силовые элементы кузова старались сделать из более толстого металла, а также применять наилучшую из доступной антикоррозийную обработку.
На рубеж пятидесятых и шестидесятых годов пришёлся кризис традиционной концепции американского рамного автомобиля: новые веяния в области дизайна, требовавшие как можно большего снижения габаритной высоты кузова, вошли в противоречие с использовавшимися на тот момент на всех основных моделях «большой детройтской тройки» шасси на основе лонжеронной рамы, по своей сути мало отличающейся от довоенных образцов. Если на автомобилях начала-середины пятидесятых годов, имевших высоту кузова в 1550…1600 мм, ещё удавалось за счёт применения более низких лонжеронов коробчатого профиля совместить требования современного стиля с достаточной комфортабельностью салона, то на моделях конца того же десятилетия, высота кузовов которых упала ниже отметки в 1500 мм и продолжила снижаться, высота салона, снизу ограниченного проходящими под его полом лонжеронами рамы, оказалась явно недостаточной для комфортабельного размещения водителя и пассажиров, а посадка на сиденьях — чрезмерно низкой и неудобной. Исправить данный недостаток при сохранении традиционной лонжеронной рамы не представлялось возможным.

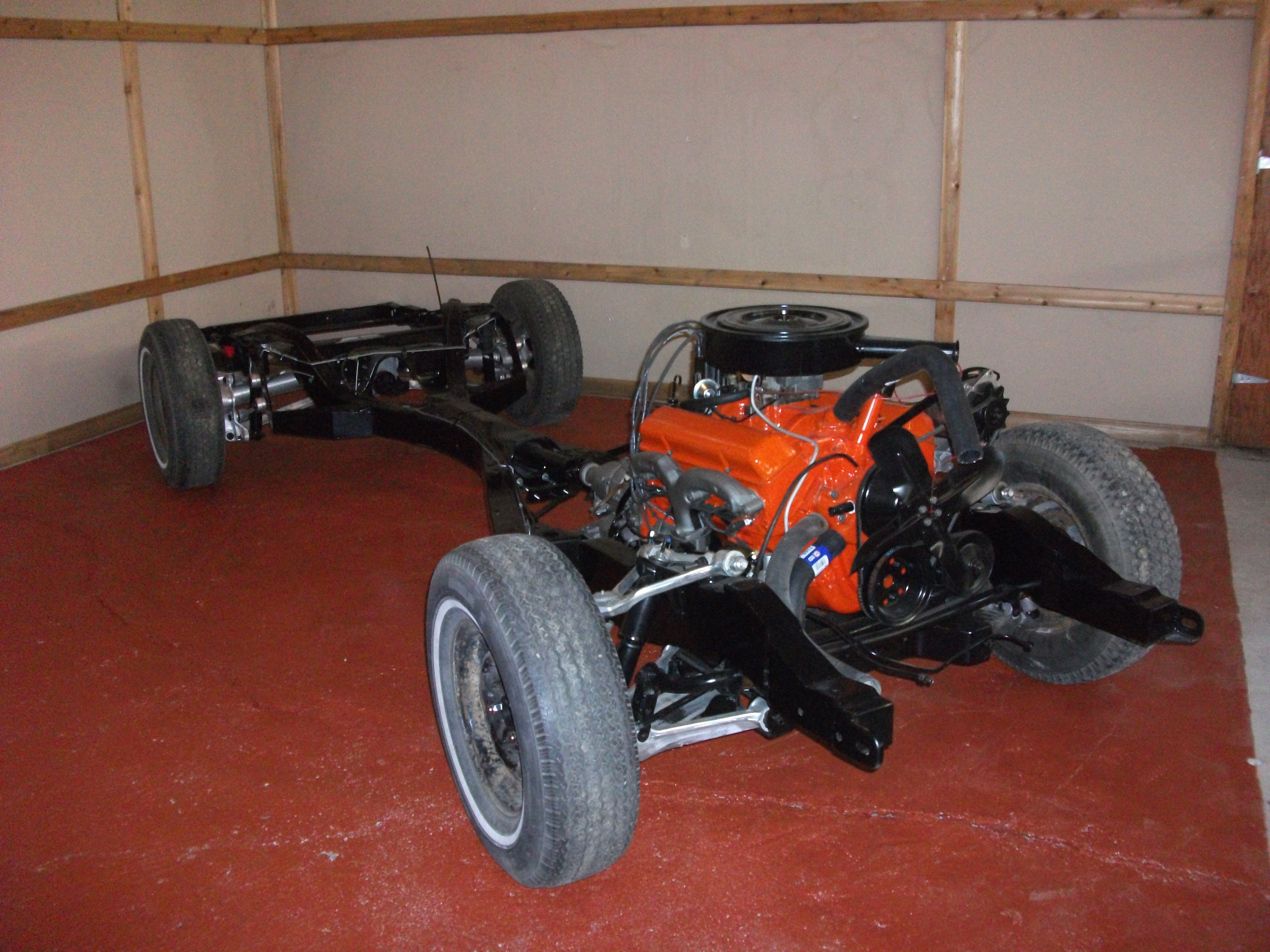
Шасси с Х-образной рамой. General Motors, рубеж 50-х — 60-х годов.

General Motors на многих своих моделях рубежа десятилетий применила Х-образную раму, состоявшую из центральной трубы, игравшей роль трансмиссионного тоннеля, и присоединённых к ней спереди и сзади вилок, несущих силовой агрегат и узлы передней и задней подвесок. Так как в средней части рамы, проходящей под пассажирским отделением, лонжероны отсутствовали, появилась возможность более низко расположить пол и при той же самой габаритной высоте автомобиля «выкроить» несколько дополнительных дюймов высоты салона, что обеспечило существенно больший комфорт для водителя и пассажиров, в особенности сидящих на заднем ряду — правда, ценой увеличения размеров выступающего из пола кузова трансмиссионного тоннеля. К такой же конструкции пришли и инженеры Горьковского автозавода на своей «Чайке» ГАЗ-13 1959 года. Чтобы компенсировать отсутствие лонжеронов рамы в её средней части, кузова этих автомобиля были в значительной степени усилены за счёт более мощных порогов, будучи по сути полунесущими и в значительной степени воспринимая нагрузки наравне с рамой. Однако общепринятым данное решение так и не стало; в частности, вызывала опасения недостаточная прочность центральной трубы рамы при боковом столкновении.
Фирма Chrysler в те же годы на большинстве своих моделей, за исключением представительских Imperial, перешла на несущие кузова с лонжеронным подрамником в передней части, что позволило добиться схожего эффекта, а кроме того — ощутимо снизить массу автомобилей и повысить жёсткость на скручивание. У более крупных моделей этот подрамник крепился к кузову через резиновые подушки, оставаясь по своей сути короткой рамой, но у «компактов» Valiant и Dart его лонжероны были жёстко приварены к полу кузова.
Лишь Ford Motor Company на всех своих рамных автомобилях до самого 1965 года упорно продолжала держаться за традиционные лонжеронные рамы, используя одно и то же шасси с 1957 по 1964 модельный год включительно — вследствие чего «Форды» рубежа десятилетий имели в своём классе самые тесные салоны и наиболее низкую посадку, даже несмотря на то, что по габаритной высоте они превосходили большинство моделей конкурентов.

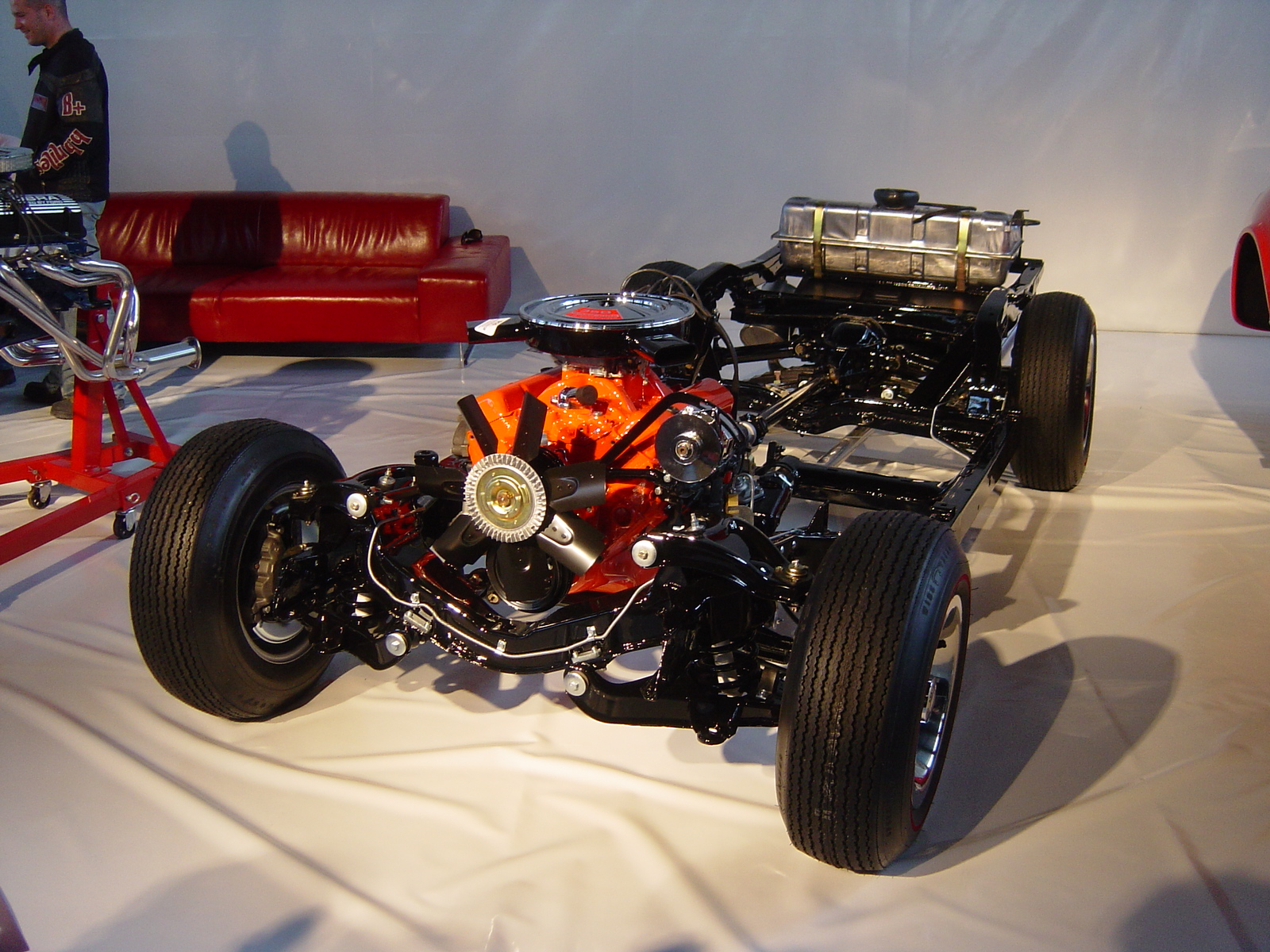
Периферийная рама с широко разнесёнными в средней части лонжеронами. Chevrolet Corvette C2, 1963.

В конечном итоге победу в рамках американского автопрома одержали так называемые периферийные рамы, с широко разнесёнными лонжеронами в средней части, что позволило убрать их внутрь порогов кузова. Впервые периферийная рама была применена на спортивном Chevrolet Corvette C2 1963 года, и благодаря своим преимуществам уже через несколько лет этот тип рамы стал наиболее распространённым на новых моделях американских рамных автомобилей.
Переход на периферийные рамы позволил уменьшить высоту легковых автомобилей до разумного предела в 1300…1400 мм. Пассажирский салон, размещённый полностью между лонжеронами рамы, позволил придать кузову красивые пропорции, не поступившись простором. По эффективности использования пространства и рациональности размещения пассажиров автомобили с периферийной рамой лишь незначительно уступали несущему кузову, при этом в полной мере сохранялись возможность ежегодного рестайлинга без затрагивания несущей системы, сравнительная дешевизна сборки автомобиля, простота кузовного ремонта и иные преимущества отдельной рамы. Кроме этого, широко расставленные лонжероны в центральной части позволяли значительно улучшить пассивную безопасность при боковом ударе: у автомобиля с классической лонжеронной рамой пассажиров сбоку защищают лишь сравнительно слабые и тонкие внешние пороги кузова (rocker panels), у машины же с периферийной рамой — расположенные по бокам от салона мощные лонжероны, играющие ту же роль, что и короба (внутренние пороги) у несущего кузова. С той же целью повышения пассивной безопасности на протяжении семидесятых годов в конструкцию рам американских автомобилей начинают вводить элементы запрограммированной деформации; например, на рамных автомобилях Ford в передней части лонжеронов рамы появились деформируемые элементы из гофрированного металла («гармошки», frame horns), гасящие кинетическую энергию при ударе.

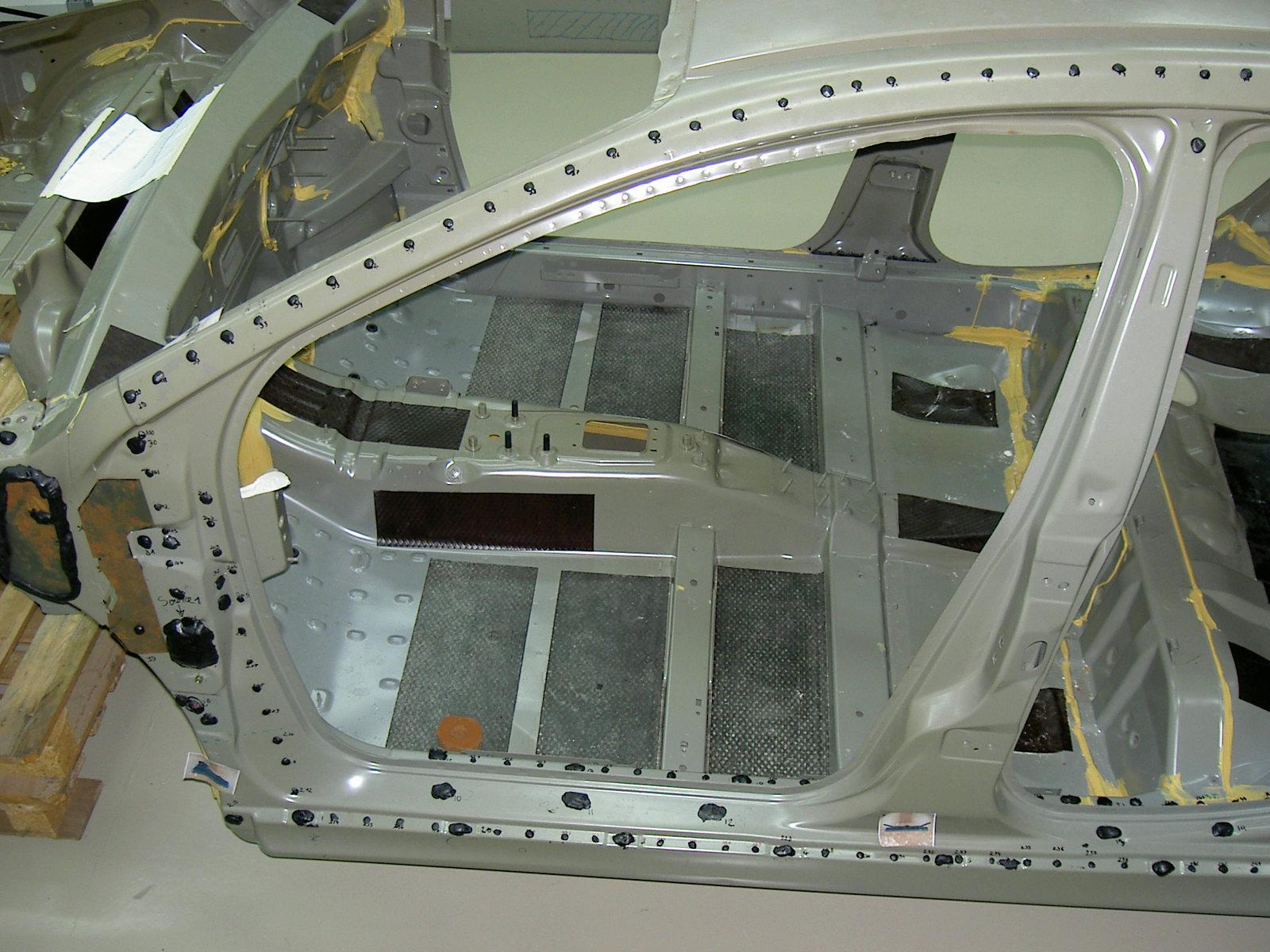
Современный несущий кузов представляет собой отштампованные из листовой стали и соединённые точечной сваркой панели, вместе образующие объёмную конструкцию, жёсткость которой придают образованные самими панелями полости.

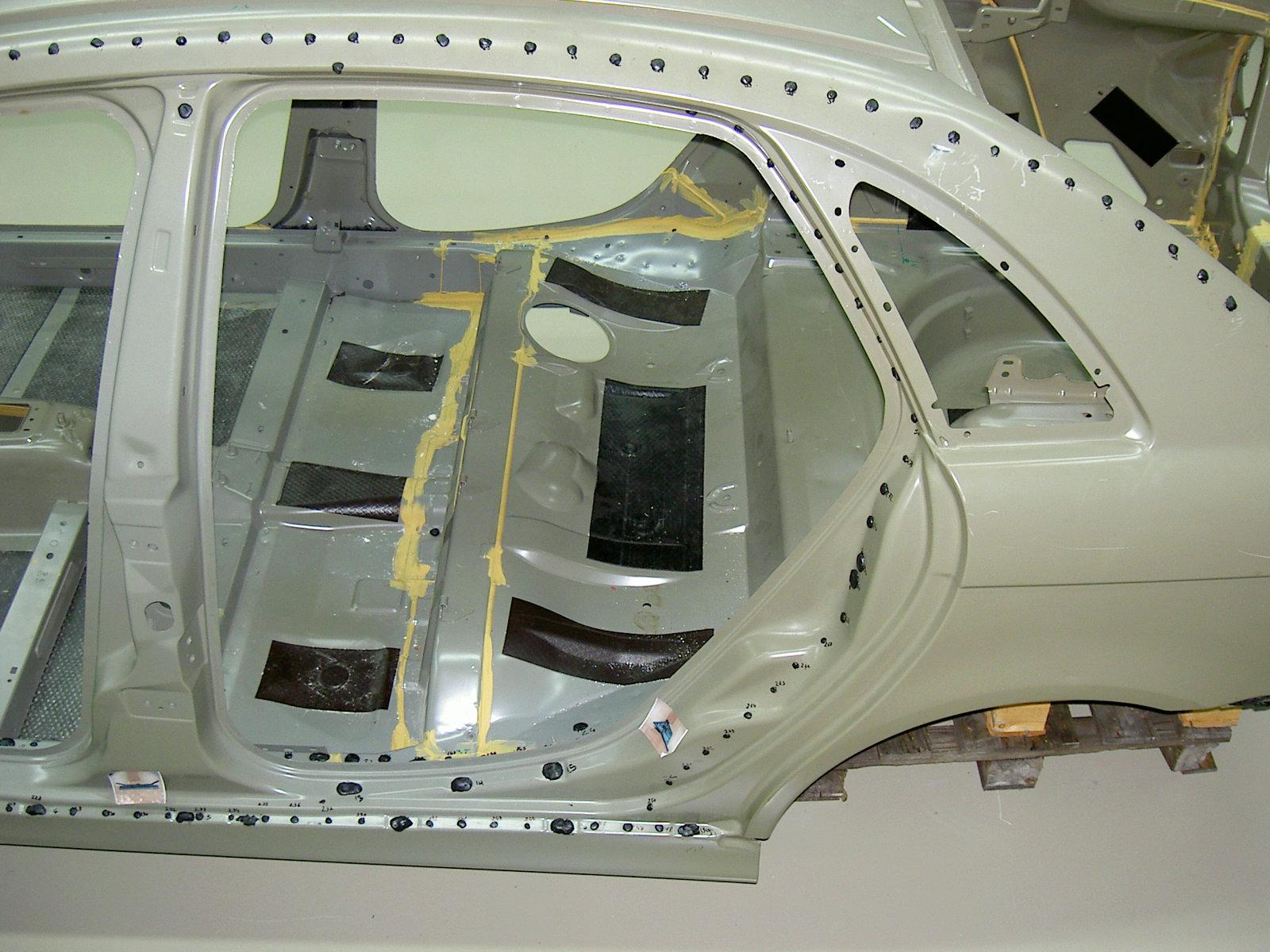

Рамы легковых автомобилей и внедорожников с середины шестидесятых — семидесятых годов и до настоящего времени практически не претерпели изменений, совершенствовались лишь технология производства (например, на новейших моделях рама изготавливается методом штамповки эластичными средами — «хайдроформинг», используются высокопрочные легированные стали и алюминий), а также заложенные в конструкцию рамы элементы пассивной безопасности (зоны запрограммированной деформации, более прочные крепления кузова, и так далее). Однако с тех пор их распространённость значительно уменьшилась: если ещё в конце семидесятых основная масса американских автомобилей, кроме «компактов» (compact cars) и «субкомпактов» (sub-compact cars), имела отдельные от кузова рамы, — то в наши дни это удел лишь крупных пикапов и внедорожников, а также некоторых минивэнов (до начала XXI века также дожили несколько моделей легковых автомобилей, конструктивно восходивших к семидесятым годам — например, Ford Crown Victoria и Lincoln Continental).
Несущий кузов, напротив, ждал длительный эволюционный процесс. В пятидесятых — шестидесятых годах появились несущие кузова, у которых подрамники отсутствовали, а нагрузки воспринимались уже исключительно внутренней обшивкой кузова (в основном полом и брызговиками крыльев), имеющей различные выштамповки и накладные усилители в наиболее нагруженных местах, а также, в определённой степени, и его внешней обшивкой. Например, в кузове «Жигулей» и их итальянского прототипа Fiat 124 подрамники в виде фрагментов лонжеронной рамы как таковые конструктивно отсутствуют, а силовая структура передка образована нижними частями брызговиков передних крыльев, к которым изнутри приварены усилители в виде П-образных профилей, вместе с ними образующие замкнутое коробчатое сечение и, таким образом, с функциональной точки зрения исполняющие роль передних лонжеронов, на которые снизу крепится балка передней подвески, работающая также в качестве поперечины силового набора кузова. Образующие внешнюю обшивку передка кузова передние крылья и фартук переднего бампера в кузове «Жигулей» приварены к брызговикам, и наряду с ними воспринимают некоторую часть нагрузки, возникающей при движении автомобиля. Подобным же образом устроен был и кузов «Запорожца», у которого роль силовых элементов играли усиленное днище и полости, образованные наружными крыльями и их внутренними брызговиками.
Таким образом, этот тип несущего кузова является усиленным монококом — объёмной конструкцией, у которой практически всю нагрузку воспринимает сама обшивка, а каркас если и присутствует, то в виде отдельных локальных усилителей, распорок и стоек. Это позволило ещё больше облегчить кузов при повышении его жёсткости, удешевить производство за счёт снижения металлоёмкости и повышения технологичности, хотя его конструкция и стала требовать более высокой культуры производства, оказалась более сложна в ремонте и менее живуча при эксплуатации по плохим дорогам. Улучшившиеся же способы защиты металла от коррозии со временем позволили обеспечить достаточную для нормальной эксплуатации долговечность.

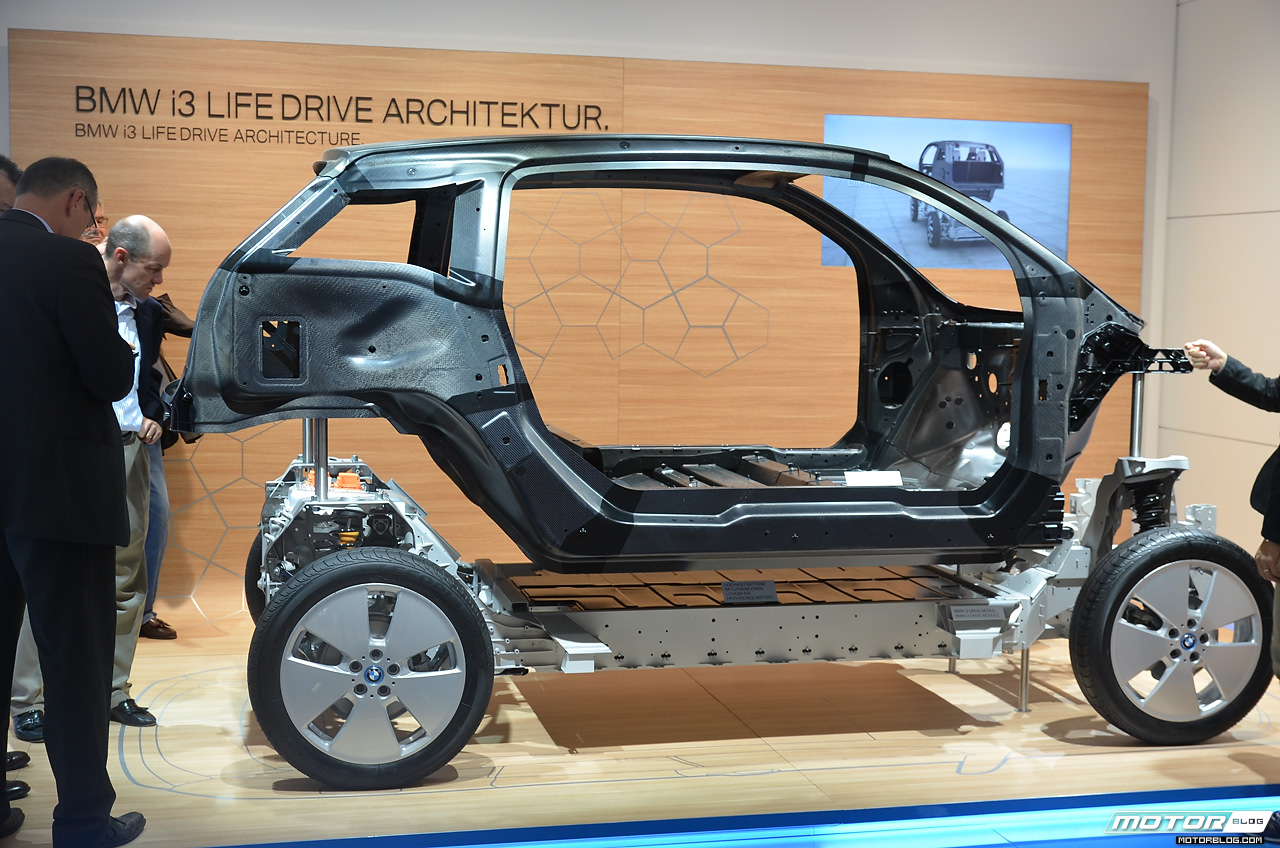
BMW i3 — редкий пример современного легкового автомобиля с отдельной от кузова рамой (сама фирма использует в отношении неё термин Drive module).

Хотя несущие кузова с отдельными подрамниками и имели определённые преимущества с точки зрения ездового комфорта (в случае наличия между кузовом и подрамником резиновых прокладок), а также простоты и удобства ремонта, тем не менее соображения технологичности массового производства и обеспечения максимальной жёсткости оказались более весомыми, поэтому кузова современных автомобилей главным образом являются именно полумонококами.
Современные несущие кузова представляют собой сложные конструкции, сваренные или склеенные из стальных — часто выполненных из высокопрочных легированных сталей — или алюминиевых штамповок и рассчитанные на наиболее эффективное поглощение энергии при деформации во время дорожно-транспортного происшествия, при этом сформированные обшивкой полости-короба вкупе с дополнительным усилением П-образными накладками, трубчатыми элементами, заполнением специальной полимерной пеной, и так далее — образуют вокруг пассажирского салона мощную «клетку безопасности», предохраняющую водителя и пассажиров. Термин «подрамник» по отношению к современному кузову обозначает уже не несущий элемент его конструкции, а лишь крепящийся к несущему кузову снизу облегчённый каркас, на котором для удобства конвейерной сборки автомобиля предварительно монтируются детали передней и задней подвески, двигателя, трансмиссии. Современные несущие кузова как правило не рассчитаны на восстановительный ремонт после серьёзных ударов, так как вне заводских условий невозможно обеспечить соблюдение геометрии кузова и воспроизведение заложенных на этапе его производства мер технологического характера, направленных на повышение пассивной безопасности автомобиля.

## Конструкция
Отличительная особенность любой рамной конструкции — физическое разделение несущих (силовых, воспринимающих рабочие нагрузки, возникающие при движении автомобиля) элементов и самого кузова. Рама воспринимает вес грузов и агрегатов автомобиля, при посредстве подвески передает на кузов силу тяги от колёс или мостов, воспринимает возникающие при езде динамические и ударные нагрузки. При этом сам кузов помимо декоративных панелей также может иметь собственный каркас, обеспечивающий его жёсткость, например — в районе проёмов дверей, но в восприятии веса грузов и агрегатов или возникающих при езде нагрузок он не участвует, либо участвует в значительно меньшей степени, чем рама.
Классификация рам производится на основании типа используемой в них несущей структуры.

### Лонжеронные рамы

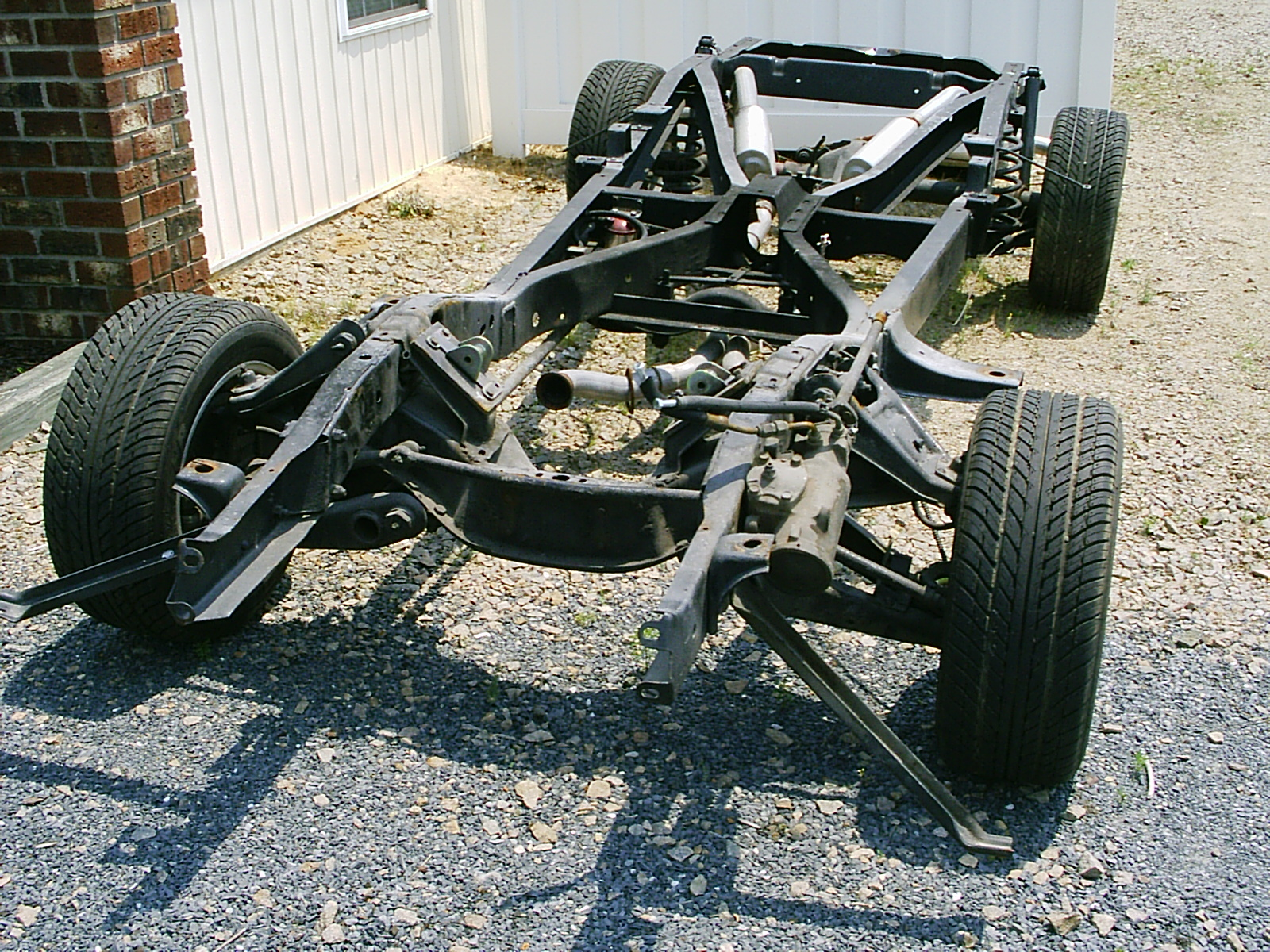
Лонжеронная рама с Х-образной поперечиной.

Классический вариант такой рамы напоминает по виду и конструкции лестницу, поэтому в англоязычной терминологии её иногда могут называть лестничной (ladder frame). Лонжеронные рамы состоят из двух продольных лонжеронов и нескольких поперечин, также называемых «траверсами», а также креплений и кронштейнов для установки кузова и агрегатов. Форма и конструкция лонжеронов и поперечин могут быть различными; так, различают трубчатые, К-образные и Х-образные поперечины. Лонжероны как правило имеют сечение швеллера, причём обычно переменное по длине — в наиболее нагруженных участках высота сечения зачастую увеличена. Иногда они хотя бы на части своей длины имеют замкнутое сечение (короб). На спортивных автомобилях могли применяться трубчатые лонжероны и поперечины круглого сечения, имеющие лучшее соотношение массы и жёсткости. По расположению лонжероны могут быть параллельны друг другу, либо располагаться друг относительно друга под некоторым углом. Детали рамы соединяются заклёпками, болтами или сваркой. Грузовые автомобили обычно имеют клёпаные рамы, легковые и сверхтяжёлые самосвалы — сварные. Болтовые соединения находят применение обычно при малосерийном производстве. Современные тяжёлые грузовики и прицепы также иногда имеют рамы, собранные на болтах, что значительно облегчает их обслуживание и ремонт, при этом приходится применять специальные меры, направленные на предотвращение самооткручивание болтов.
Лонжеронная рама традиционного типа обеспечивает автомобилю достаточно высокую жёсткость, особенно в случае наличия развитых поперечин (К-образных, Х-образных), и с технической точки зрения не устарела до сих пор, однако имеет существенный недостаток — её лонжероны проходят под полом кузова, так что его приходится располагать достаточно высоко. До тех пор, пока массовые легковые автомобили оставались сравнительно высокими, это не представляло затруднения, однако во второй половине 1950-х годов распространилась мода на приземистые кузова, что в случае использования рамы традиционного типа вынуждало делать сидения очень низкими, чтобы при высоком расположении пола обеспечить достаточное расстояние между подушками сидений и крышей, а это снижало комфортабельность. Выходом стал переход либо на несущий кузов, либо на раму вильчато-хребтового или периферийного типа, у которых лонжероны так или иначе обходят пассажирский салон (либо вынесены по бокам от него, либо расположены в центральном тоннеле кузова), позволяя опустить пол и совместить небольшую общую высоту автомобиля с достаточным простором в салоне. На автомобилях же, к которым не предъявляется подобных требований, например — имеющих высокие кузова внедорожниках, лонжеронная рама и сегодня применяется в своём исходном виде. Один из последних примеров применения лонжеронной рамы на обычном легковом автомобиле — восточногерманский Wartburg, выпускавшийся до конца 1980-х годов. На грузовиках, наоборот, несущий кузов является исключением, а лонжеронная рама — правилом.
К лонжеронным ряд источников относит также периферийные (часто выделяемые в отдельный тип) и Х-образные рамы (последние другими источниками классифицируются как разновидность хребтовых).

### Периферийные рамы

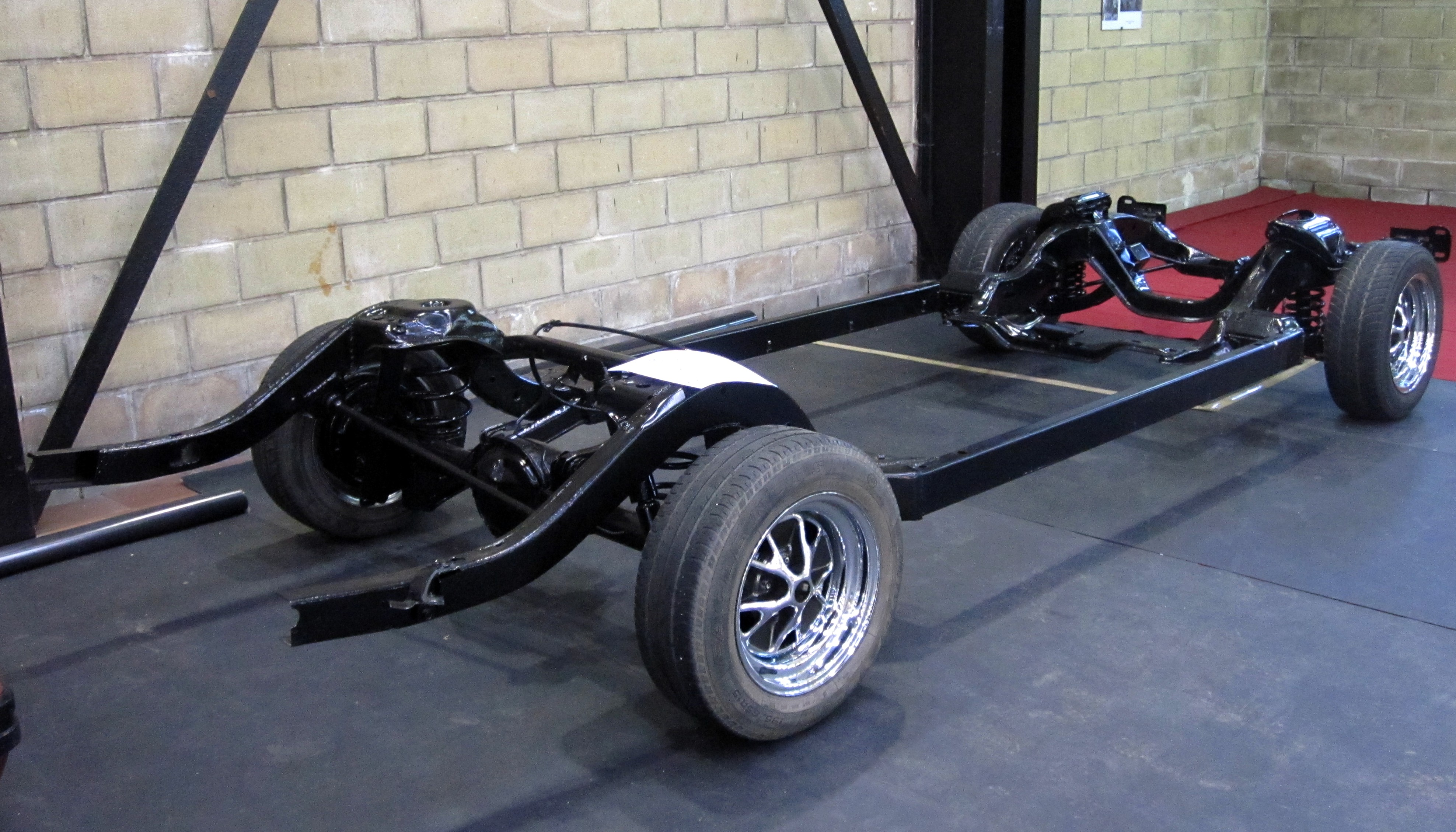
Периферийная рама Ford LTD 1973 года.

Иногда рассматриваются как разновидность лонжеронных. У такой рамы расстояние между лонжеронами в средней части увеличено настолько, что при установке кузова они оказываются непосредственно за порогами дверей. Так как слабыми местами такой рамы являются места перехода от обычного расстояния между лонжеронами к увеличенному, в этих местах добавляют специальные коробчатые усиления, в англоязычных странах называемые термином torque box (аналогичные силовые элементы — раскосы — нередко имеются и на автомобилях с несущим кузовом в местах перехода от передних и задних лонжеронов к коробам).
Это решение позволяет существенно опустить пол кузова, разместив его полностью между лонжеронами, а следовательно — уменьшить общую высоту автомобиля. Поэтому периферийные рамы (англ. Perimeter Frame) широко применялись на американских легковых автомобилях начиная с шестидесятых годов. Кроме того, расположение лонжеронов непосредственно за порогами кузова весьма способствует повышению безопасности автомобиля при боковом столкновении. Этот тип рамы использовался на советских легковых автомобилях ЗИЛ высшего класса начиная с модели ЗИЛ-114.
В отличие от обычной лонжеронной рамы, являющейся основной несущей системой автомобиля, периферийная рама как правило способна воспринимать изгибающий момент только в сборе с кузовом, который в этом случае является полунесущим, так как тоже участвует в восприятии нагрузок, возникающих при движении автомобиля. Главной причиной сохранения отдельной от кузова рамы как сборочной единицы в данном случае является характерное для всех рамных конструкций упрощение сборки автомобиля на заводе за счёт предварительной подсборки на раме всех основных агрегатов. На завершающем этапе изготовления автомобиля собранный на отдельной сборочной линии кузов со всей отделкой и оборудованием опускается на готовое рамное шасси — это намного проще с технологической точки зрения, чем устанавливать агрегаты по одному внутрь несущего кузова. Кузовной ремонт также значительно упрощается, так как силовые элементы имеют простую форму и легко могут быть восстановлены, а имеющие сложную форму элементы кузова не являются несущими и к ним не предъявляется высоких требований в отношении точности геометрии.

### Хребтовые рамы

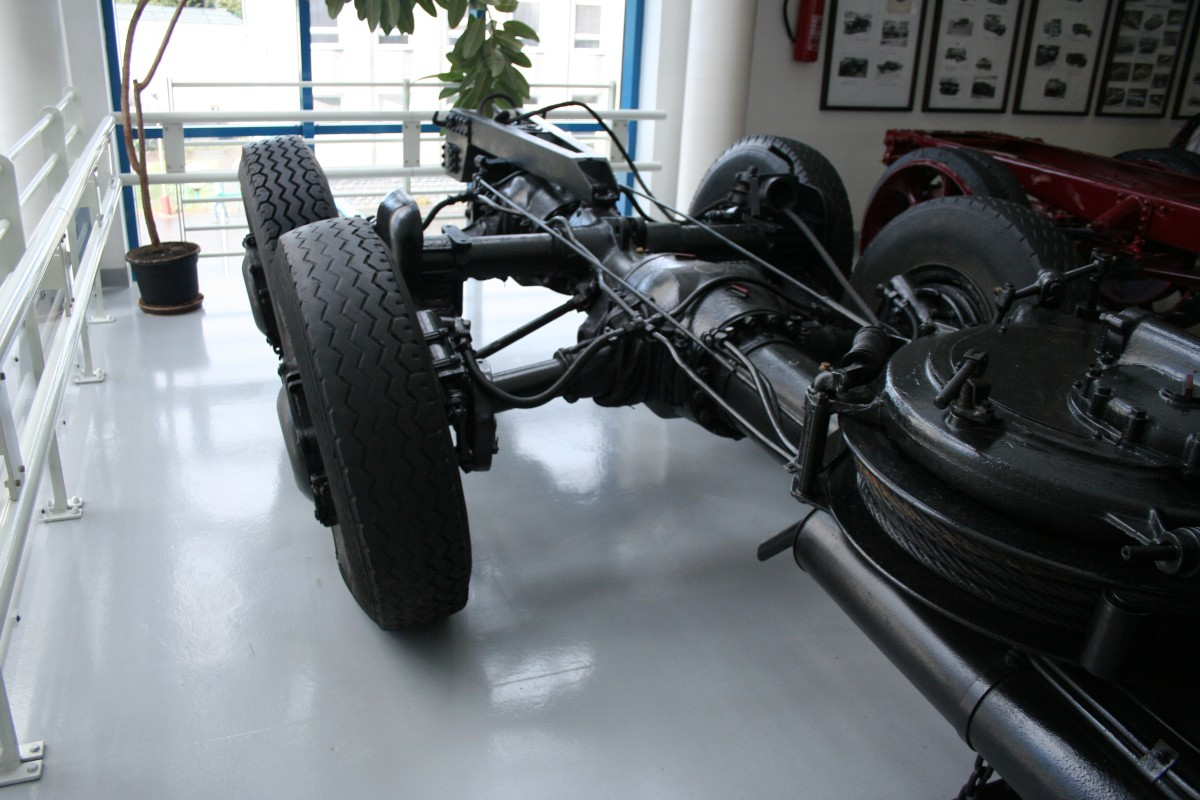
Хребтовая рама грузовика «Татра».

Этот тип рамы был разработан чехословацкой фирмой «Татра» в двадцатые годы и является характерной конструктивной особенностью большинства её автомобилей.
Главным конструктивным элементом такой рамы является центральная трансмиссионная труба, жёстко объединяющая картеры двигателя и узлов силовой передачи — сцепления, коробки передач, раздаточной коробки, главной передачи (или главных передач — на многоосных автомобилях), внутри которой расположен тонкий вал, заменяющий в этой конструкции карданный. При использовании такой рамы необходима независимая подвеска всех колёс, как правило реализуемая в виде крепящихся к хребту по бокам двух качающихся полуосей с одним шарниром на каждой.
Преимущество такой схемы — очень высокая крутильная жёсткость, кроме того, она позволяет легко создавать модификации автомобилей с различным количеством ведущих мостов. Однако ремонт заключённых в раме агрегатов крайне затруднён. Поэтому такой тип рамы применяется очень редко, обычно на грузовиках высокой проходимости с большим количеством ведущих мостов, а на легковых автомобилях совершенно вышел из употребления.

### Вильчато-хребтовые рамы

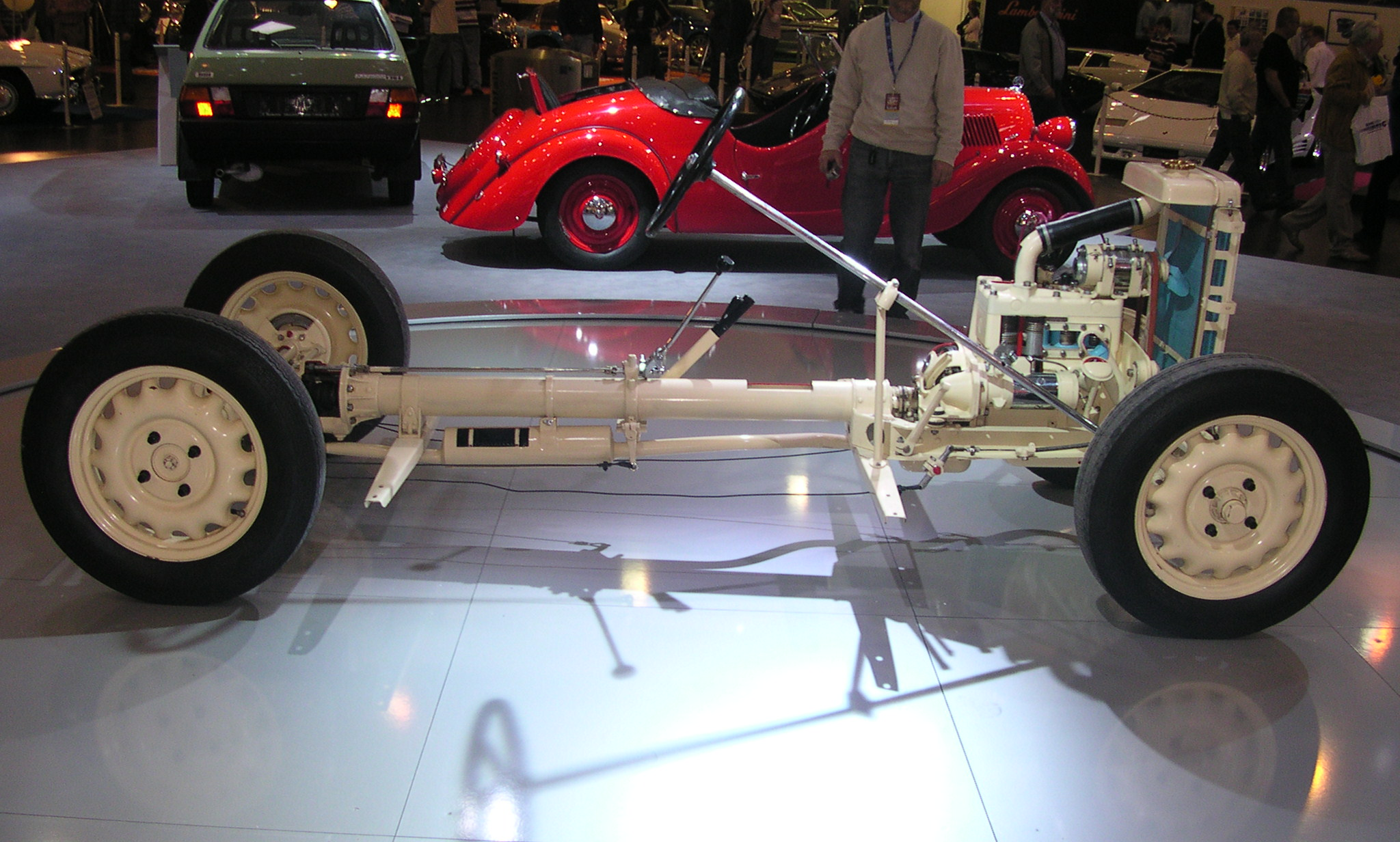
Рама довоенной «Шкоды» с подмоторной вилкой в передней части.

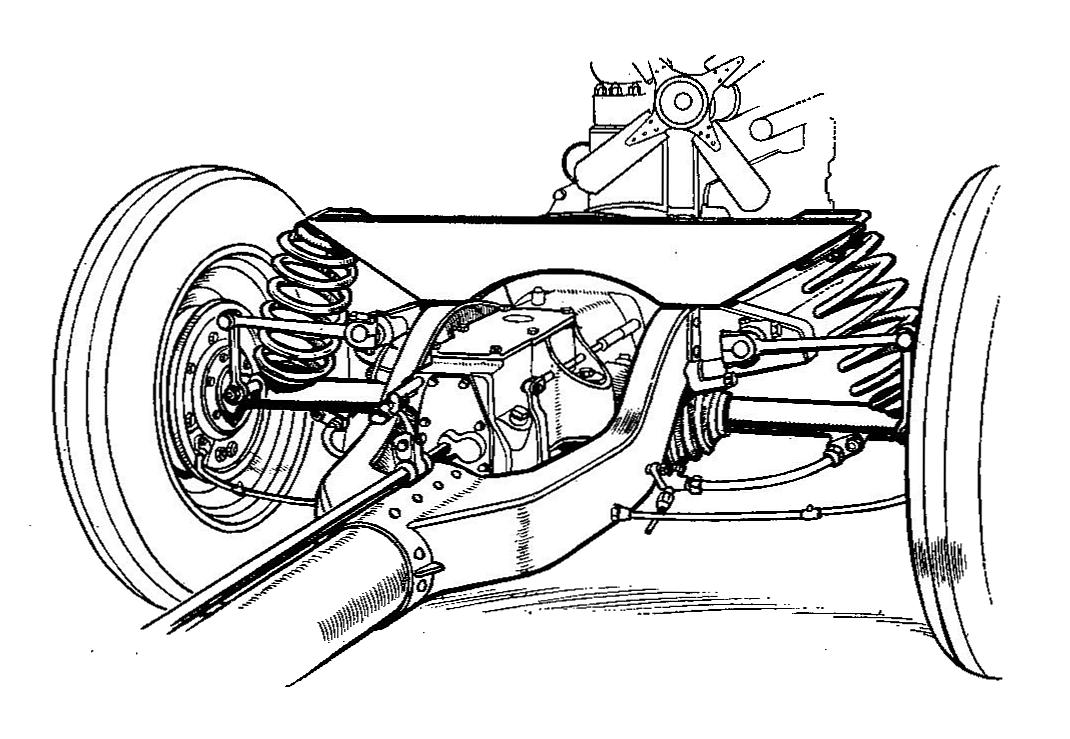
Задняя часть рамы Mercedes-Benz W23, вид на вилку крепления силового агрегата.

Разновидность хребтовой рамы, у которой средняя часть рамы представляет собой трубу, а передняя и, иногда, задняя части — имеют вид вилок, образованных двумя лонжеронами, которые служат для крепления двигателя и иных агрегатов.
В отличие от хребтовой рамы, как правило (но не всегда) картеры узлов силовой передачи выполняются отдельными, и, при наличии необходимости в нём, используется обычный карданный вал. Первой вильчато-хребтовую раму применила чешская фирма «Шкода», использовав её на моделях, созданных в пику малолитражным «Татрам» 11 и 12, имевшим чистую хребтовую раму. Впоследствии вильчато-хребтовая рама была использована самой «Татрой» на её довоенных представительских автомобилях с задним расположением двигателя — Т77 и Т87. Подобная же рама, состоящая из центральной трубы и предназначенной для крепления силового агрегата вилки, использовалась на некоторых моделях Mercedes-Benz с задним расположением двигателя (Mercedes-Benz 130, 150 и 170 H / W 28).
Вильчато-хребтовую раму не следует путать с Х-образной, у которой лонжероны в средней части сближены друг с другом, но закрытой центральной трансмиссионной трубы не образуют. Рама «Чайки», имеющая короткую закрытую трансмиссионную трубу, может считаться переходным типом.

### Х-образные рамы

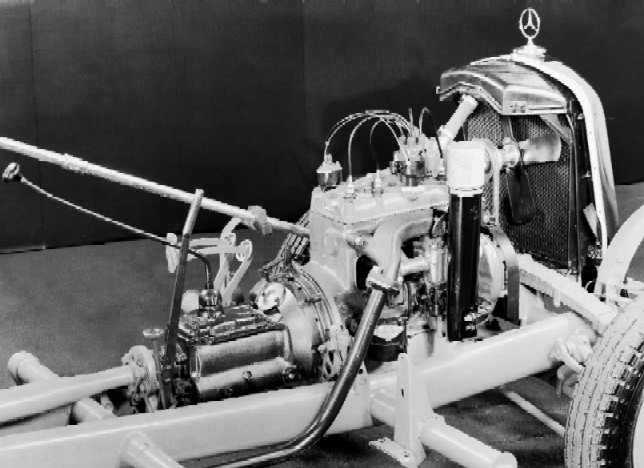
Х-образная рама Mercedes-Benz 170 V / W136. Лонжероны рамы в средней части сближены друг с другом, но не образуют закрытого профиля, задний мост приводится обычным открытым карданным валом.

Х-образные рамы могут как считаться разновидностью вильчато-хребтовых, так и рассматриваться как разновидность лонжеронных. По своей сути и те, и те являются переходным промежуточным типом между лонжеронными и хребтовыми рамами.
Общая черта всех Х-образных рам — их лонжероны в средней части сближены друг с другом настолько, что между ними остаётся место только для приводного вала, передающего вращение с силового агрегата на задний мост. При этом секция рамы со сближенными лонжеронами может быть как закрытой, образуя своего рода трансмиссионную трубу (такой вариант использовался на советских «Чайках» ГАЗ-13 и ГАЗ-14, многих полноразмерных легковых автомобилях концерна General Motors выпуска конца пятидесятых — первой половины шестидесятых годов), так и открытой (некоторых моделях Mercedes-Benz 1930-х — 50-х годов, вроде 170 V / W136, британские Triumph Herald и Spitfire). В любом случае, привод заднего моста на автомобиля с Х-образной рамой как правило осуществляется обычным карданным валом с двумя или тремя шарнирами. На автомобилях иных компоновок за исключением классической такая рама практически не используется.

### Несущее основание

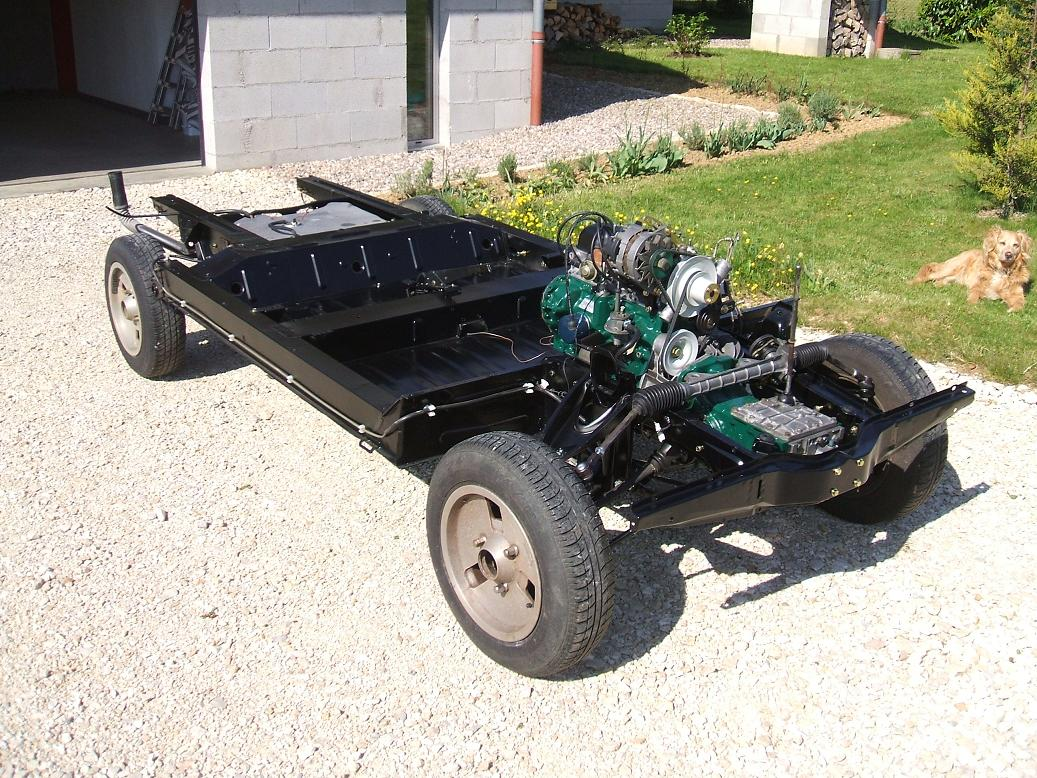
Шасси-платформа Renault 4 с несущим основанием

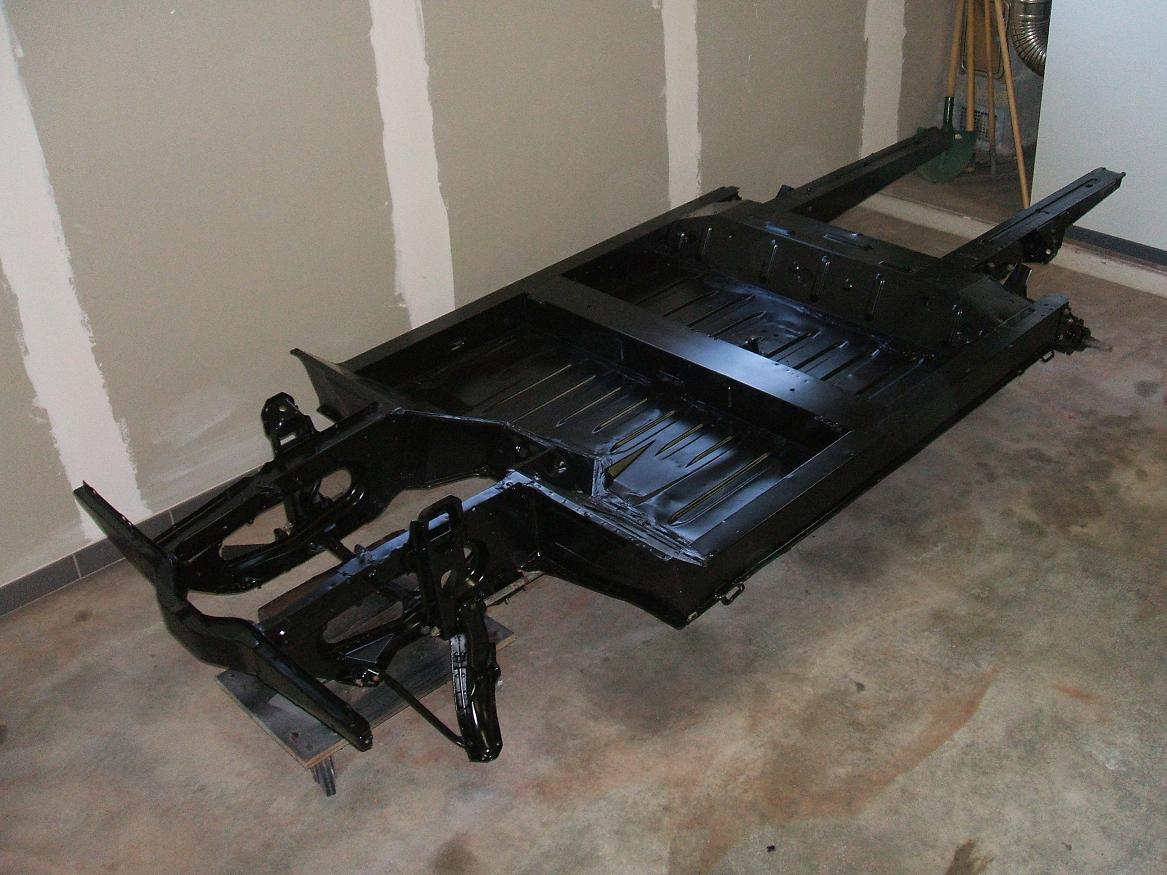
Несущее основание той же машины

В этой конструкции рама объединена с полом кузова для повышения жёсткости и снижения общей массы. Благодаря этому автомобиль с несущим основанием, дополнительно подкреплённым корпусными деталями самого кузова (каркасом либо объёмными штампованными панелями), оказывается в целом значительно менее тяжёлым и металлоёмким по сравнению с имеющим самостоятельно воспринимающую все нагрузки отдельную от кузова раму. Однако при этом страдает комфортабельность автомобиля по сравнению с полностью отдельной от кузова рамой, поскольку кузов крепится к раме жёстко, без резиновых подушек, а пол салона — вообще является её частью, в полной мере воспринимая вибрации, исходящие от агрегатов и подвески.
У западногерманского «Фольксваген Жук» несущее основание представляло собой центральную хребтовую трубу с вилкой для крепления силового агрегата в задней части, выполненную зацело с плоской панелью пола пассажирского салона, кузов крепился к основанию на болтах. Несущее основание кузова Renault 4 представляло собой прямоугольную конструкцию коробчатого сечения, объединённую с полом, к которой спереди и сзади приваривались служащие для крепления подвесок и силового агрегата лонжероны, очень лёгкий кузов также крепился к основанию на болтах. Mercedes-Benz W120 имел несущее основание в виде объединённой с полом Х-образной рамы, крепление кузова разъёмное болтовое. У автобуса ЛАЗ-695 основание кузова представляло собой пространственную ферменную конструкцию из профильных труб и штамповок, неразборно соединённую с облегчённым каркасом кузова. Такое же несущее основание имел и автобус ЗИЛ-158, причём оно состояло из восьми отдельных ферм и пяти лонжеронов, которые соединяли фермы с первой по третью и с пятой по восьмую, с дополнительным усилением продольными балками и усиленным полом из 15-мм бакелитовой фанеры (между третьей и пятой фермами размещалось запасное колесо). Все соединения несущего основания были выполнены на болтах и заклепках, что значительно облегчало текущий и капитальный ремонт. РАФ-2203 «Латвия» имел несущее основание в виде лонжеронной рамы с прикреплёнными к ней сваркой колёсными арками и каркасом пола пассажирского салона.
Кузова с несущим основанием в сущности являются несущими, и в том случае, если несущее основание не может быть физически отделено от кузова (пример — ЛАЗ-695), обычно классифицируются именно таким образом. Автомобили же, у которых несущее основание выполнено разъёмным с кузовом, как у того же «Жука», могут классифицироваться и как рамные, так как с технологической точки зрения стоят ближе именно к ним.

### Решётчатые и пространственные

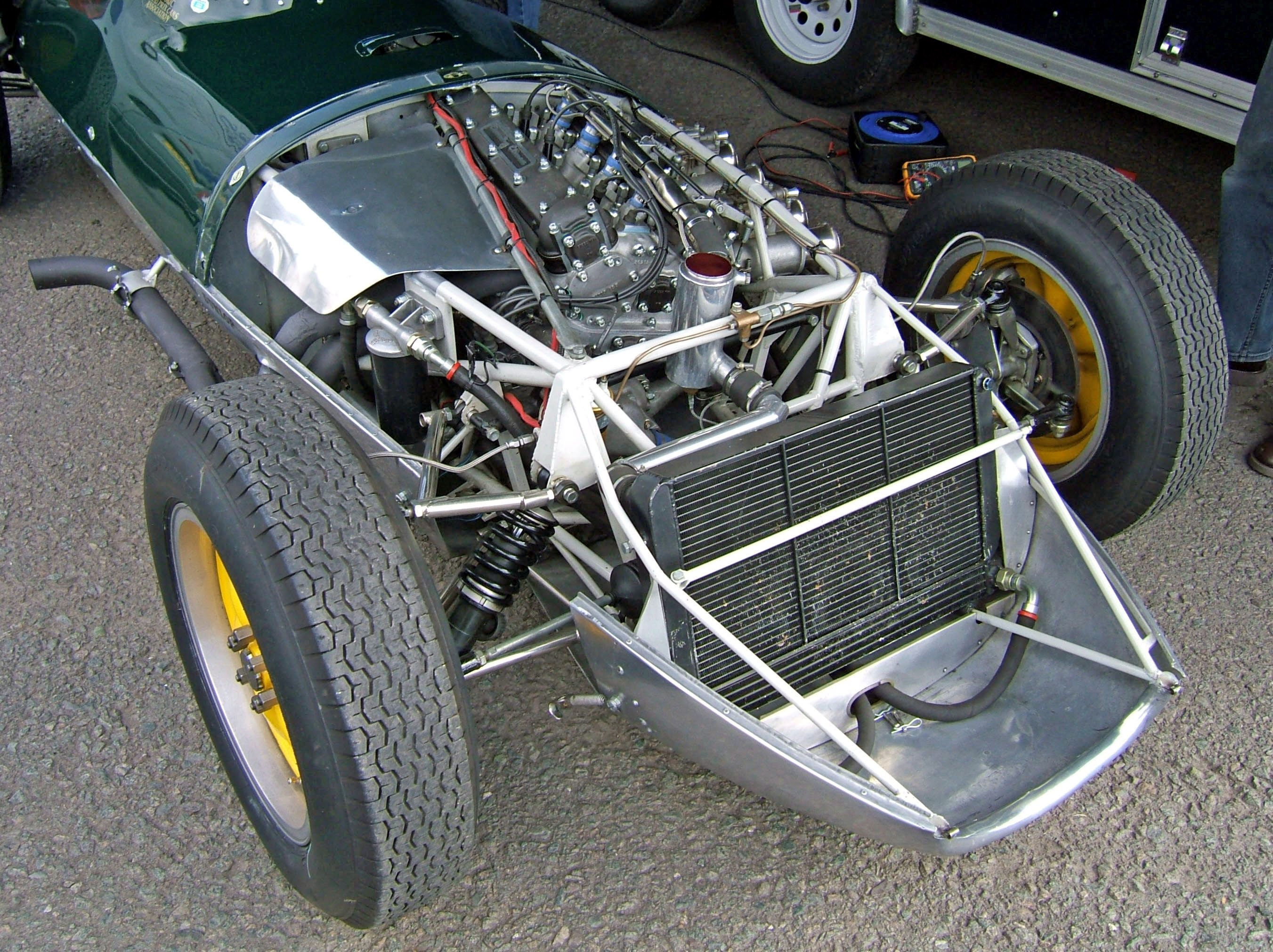
Пространственная рама Lotus 16.

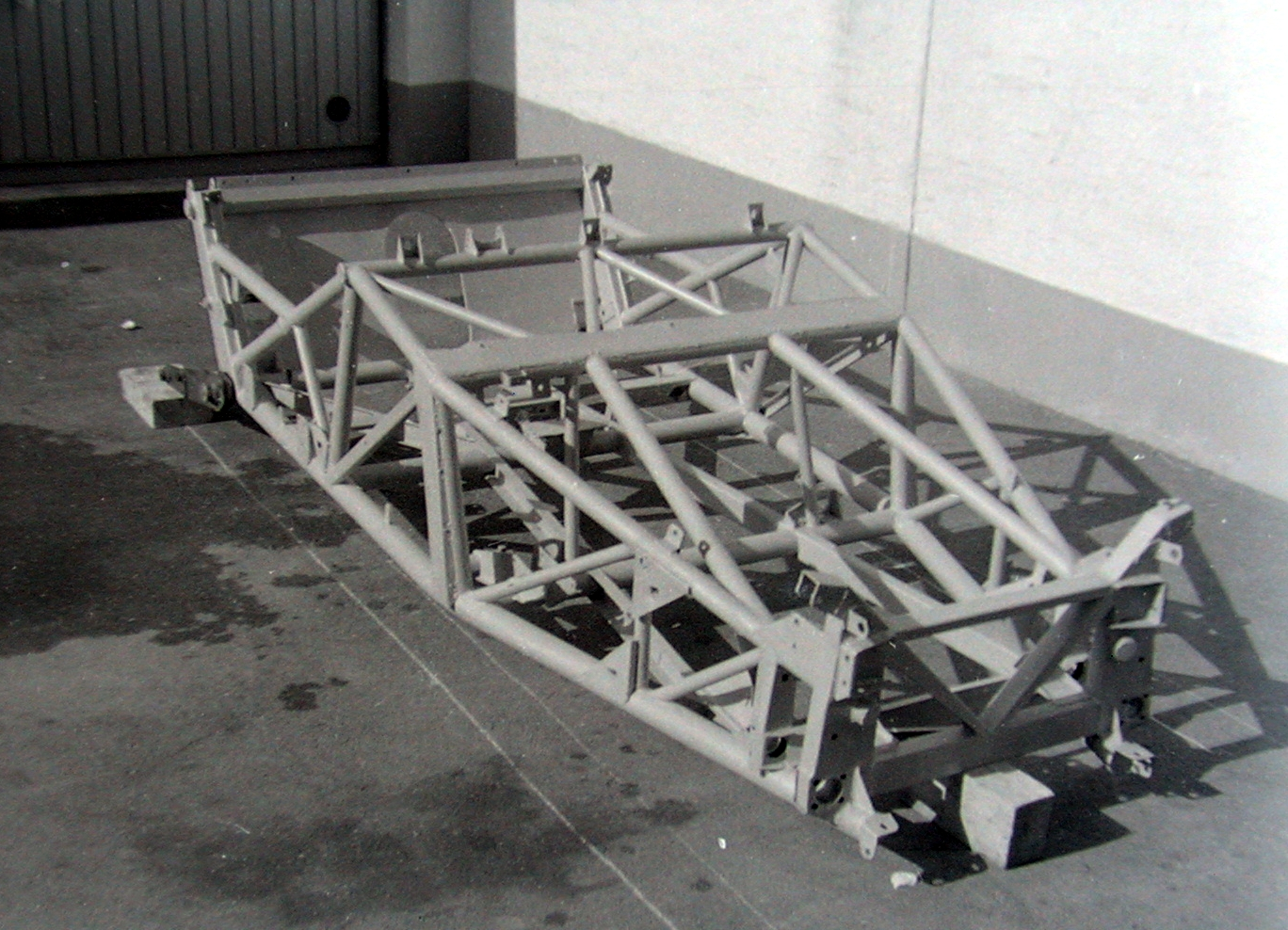
Пространственная рама Jaguar C-Type. 1951 год.

Пришли в автомобилестроение из авиации. Также в ряде случаев называются трубчатыми (tubular frame) — в случае, если рама сварена из готовых труб, или пространственными (spaceframe).
Решётчатые рамы имеют вид пространственной фермы из сравнительно тонких труб, часто выполненных из высокопрочных легированных сталей, которая обладает очень высоким отношением крутильной жёсткости к массе (то есть, они лёгкие и при этом очень жёсткие на кручение). В идеальном случае конфигурация такой рамы выбрана таким образом, что её трубы были нагружены только на сжатие или растяжение, но не на изгиб, за счёт чего появляется возможность уменьшить диаметр труб и существенно снизить вес при той же общей жёсткости.
Такие рамы применяют обычно на спортивных и гоночных автомобилях, для которых важна низкая масса при высокой прочности, достигаемая применением трубчатой решётчатой рамы из стали высокого сопротивления. А также на автобусе МАЗ-256. 
Отличие кузова с пространственной рамой от несущего каркасно-панельного состоит в том, что у первого обшивка является чисто декоративной, часто выполнена из пластика или лёгких сплавов, и вообще не участвует в восприятии нагрузки, в сущности являясь кожухом над агрегатами, защищающим их от атмосферного воздействия, а также аэродинамическим обтекателем.
Если же обшивка существенно усиливает каркас, и тем более — сама является несущей и воспринимает нагрузку наравне с собственно каркасом, как, например, у мотоколяски С3А, багги, многих автобусов и вагонов электричек — то речь идёт уже о несущем кузове соответственно каркасно-панельного либо скелетного типа, в конструкции которого каркас из трубчатых заготовок использован главным образом ввиду большей технологичности в малосерийном производстве. С другой стороны — несущий кузов можно рассматривать как разновидность пространственной рамы, где практически всю нагрузку воспринимает обшивка, а собственно каркас, представленный П-образными и коробчатыми усилениями обшивки, до предела облегчён и редуцирован.
Пример автомобиля с пространственной (не трубчатой) рамой — Renault Espace первого поколения, с каркасом из оцинкованной стали и ненагруженными стеклопластиковыми навесными панелями. Обратный пример автомобиля с каркасно-панельным несущим кузовом — Audi A2 с алюминиевым каркасом и алюминиевыми же панелями, участвующими в восприятии части нагрузок (несмотря на используемое фирмой Audi вводящее в заблуждение коммерческое обозначение таких кузовов, ASF — Audi Space Frame).

### Интегрированная в кузов рама

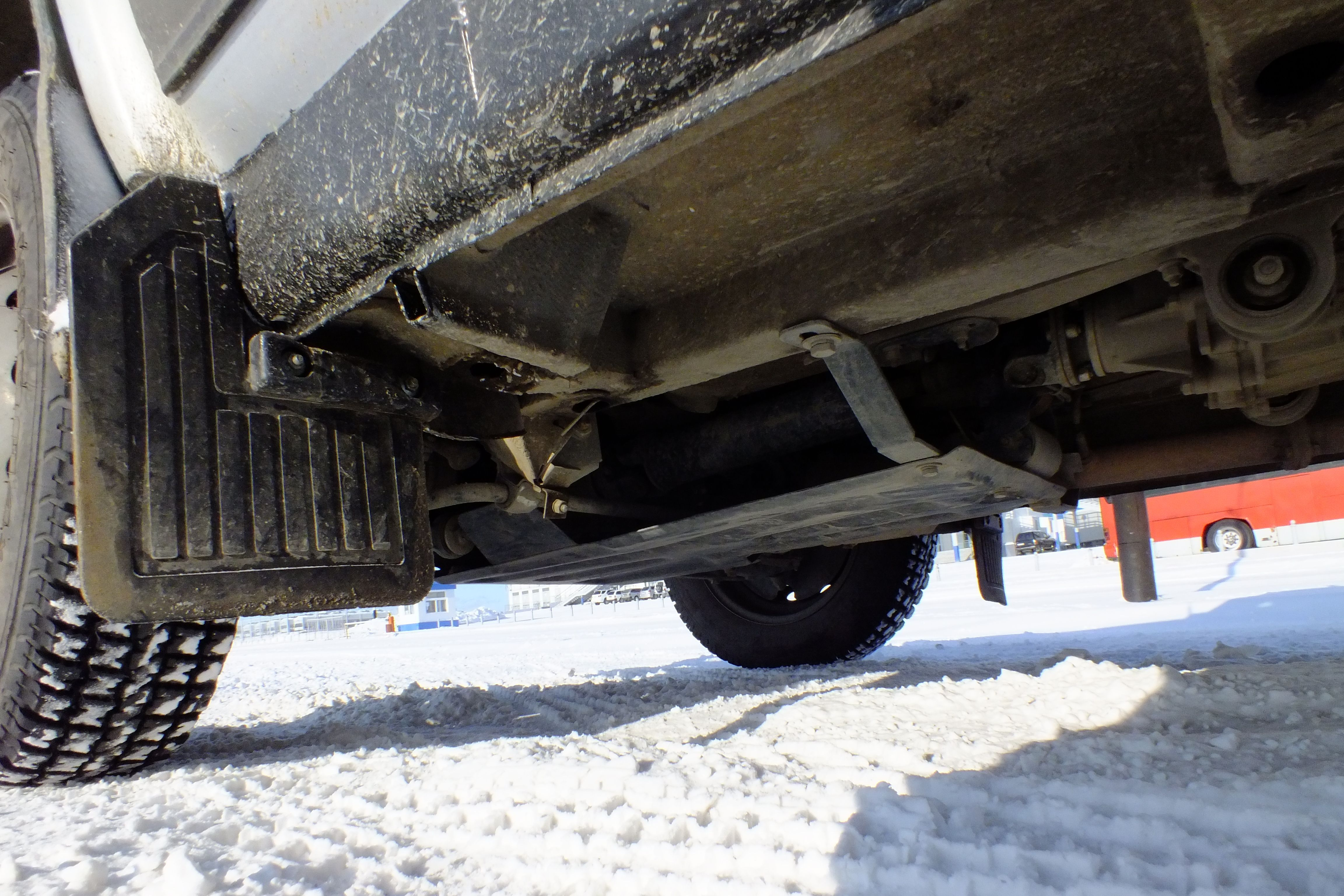
Силовые элементы кузова «Нивы» жёстко приварены к его днищу, но по конфигурации соответствуют лонжеронам рамы.

Также — рамно-объединенная силовая схема (Frame-in-body, UniFrame). Это не тип рамы, а вариант конструктивного исполнения рамного кузова, при котором рама, как правило — лонжеронного или периферийного типа, физически неотделима от кузова, то есть, имеет с ним жёсткое, обычно — неразборное сварное, соединение. Кузов, таким образом, является полунесущим и воспринимает нагрузки наравне с рамой.
От обычного несущего кузова кузов с интегрированной рамой отличается тем, что у первого имеются как максимум лишь подрамники в оконечностях, интегрированная же рама имеет полноценные лонжероны, идущие от переднего бампера до заднего. Такой кузов не имеет многих преимуществ отдельной рамы — гашения вибраций, лёгкости кузовного ремонта, простоты создания модификаций с различными типами кузовов на единой раме и других, но иногда оказывается несколько более удобным и дешёвым в проектировании и производстве, чем несущий кузов, а также лучше воспринимает нагрузки, возникающие при перевозке грузов и движению по бездорожью. Этим и определяет круг использования такой конструкции в современном автомобилестроении — главным образом пикапы и внедорожники (кроме «жёстких»).
Примеры автомобилей с интегрированной рамой — Иж Комби с лонжеронной рамой, представляющей собой соединённые дополнительными элементами передний и задний подрамники Москвича-412, ВАЗ-2121 «Нива» и ЛуАЗ-969, Volga Siber / Chrysler Sebring с интегрированной в несущую структуру кузова периферийной рамой.

### Подрамник

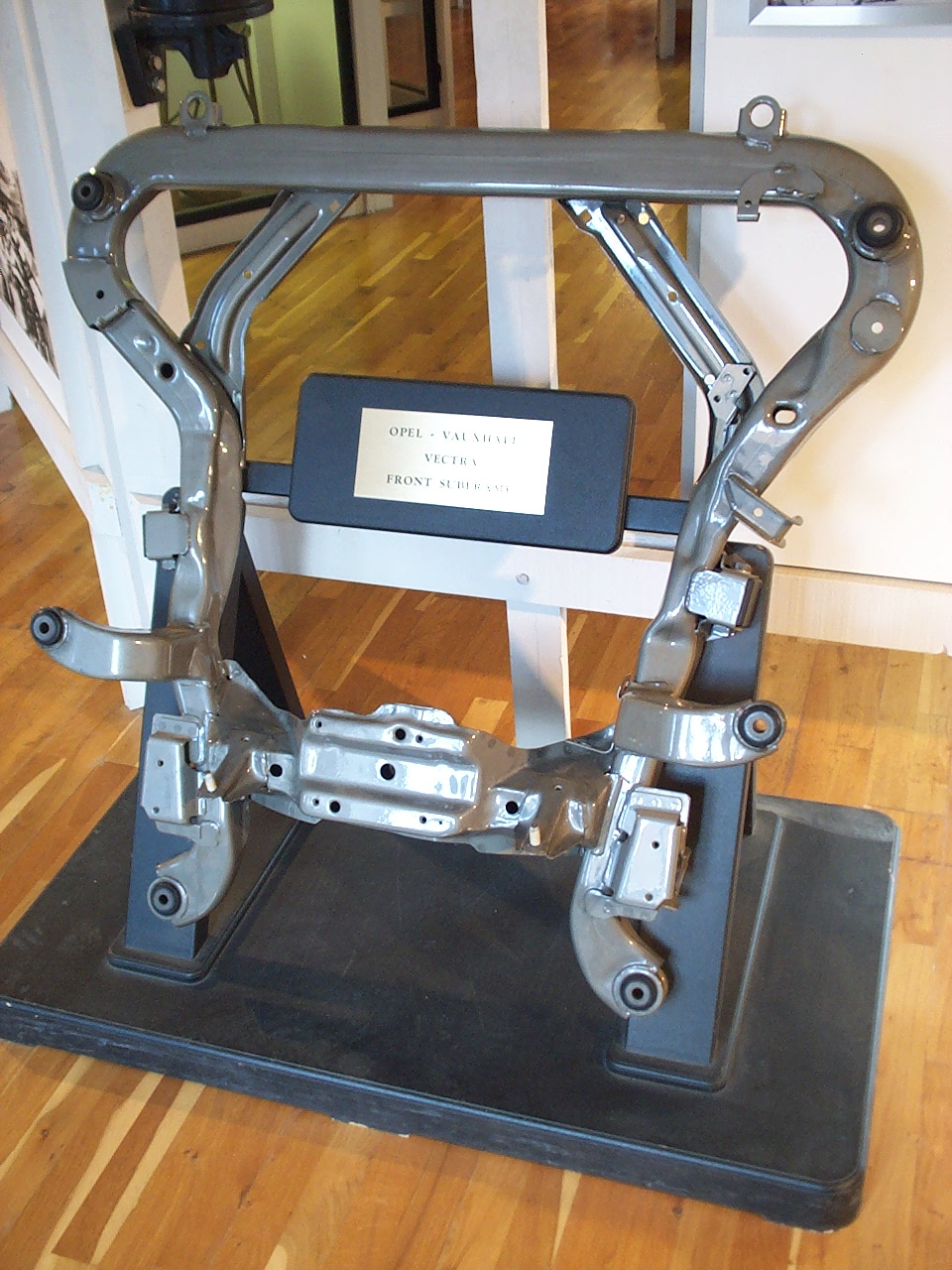
Подрамник Opel Vectra — не несущая конструкция, а лишь отъёмный каркас для подсборки передней подвески и силового агрегата

Подрамник, также полурама или подмоторная рама — укороченная рама, образующая несущую конструкцию только в оконечности (обычно — передней) несущего кузова. Крепится к его каркасу на болтах или сварке, иногда — через резиновые прокладки для лучшего гашения вибраций.
Изначально подрамником, или фальш-рамой, называли дополнительные продольные балки, установленные в передней части рамы для крепления силового агрегата.
Так как у современных автомобилей обычно оконечности кузова также являются несущими, смысл данного слова изменился — подрамником могут называть съёмную поперечину или каркас, на который крепятся детали подвески и, в некоторых случаях, силовой агрегат, вместе образуя единый сборочный узел (см. иллюстрацию). Дело в том, что тонкостенные силовые элементы современного несущего кузова плохо воспринимают локализованные нагрузки, такие, как возникающие в точках крепления рычагов подвески. Такие нагрузки желательно распределить на несколько разнесённых далеко друг от друга креплений с целью снижения локальных напряжений, что и является основной функцией подрамника. Кроме того, его использование обеспечивает автомобилю с несущим кузовом часть преимуществ рамного — в первую очередь лучшую изоляцию от шумов и вибрации, а также упрощение и ускорение конвейерной сборки. Из отечественных автомобилей такую конструкцию имели ВАЗ-1111 «Ока» и Иж-2126 «Ода», в настоящее время — LADA Largus и LADA Vesta.

## Преимущества и недостатки рамной конструкции

### Преимущества
- Рама достаточно проста по конструкции относительно самонесущих кузовов и имеет хорошо отработанные методики расчёта[2];
- При применении на легковом автомобиле отдельная от кузова рама, соединённая с ним посредством эластичных креплений, позволяет повысить комфортабельность, обеспечивая лучшую изоляцию от вибраций и шумов, исходящих от агрегатов и шин[5]; достижение сравнимого эффекта при несущем кузове возможно, но требует специальных и достаточно сложных конструктивных мер по изоляции отдельных агрегатов;

### Недостатки
- Разделение функций рамы и кузова приводит к существенному увеличению массы относительно несущего кузова[2][5];
- Из-за особенностей конструкции рамным автомобилям сложнее выдерживать фронтальные столкновения с частичным перекрытием[6]. При лобовых ударах кузов может отделяться от рамы даже на сравнительно небольших, «городских», скоростях с более тяжёлыми последствиями для водителя и пассажиров, чем у машин аналогичного размера с несущим кузовом[7]